# くまクマ熊ベアー
『くま クマ 熊 ベアー』（くまクマくまベアー）は、くまなのによる日本のライトノベル。2014年より小説家になろうで連載され、書籍版は単行本版がPASH!ブックス（主婦と生活社）より、文庫版はPASH!文庫（同）より発行されている。イラストは029が担当している。2024年5月時点でシリーズ累計部数は320万部を突破している。
メディアミックスとして2018年3月より主婦と生活社のWebコミックサイト「コミックPASH!」（2020年に「PASH UP!」にリニューアル統合され以後はそちらの漫画コンテンツとして公開）の中でコミカライズされている（作画：せるげい）ほか、2020年10月から12月までテレビアニメ第1期『くまクマ熊ベアー』が放送された。「PASH UP!」にてスピンオフ漫画『くまクマ熊ベアー 〜今日もくまクマ日和〜』が2020年9月から2022年8月10日まで連載され、『くまクマ熊ベアー外伝 〜ユナのよりみち手帖〜』が2022年12月から連載中。2023年4月から6月までテレビアニメ第2期『くまクマ熊ベアーぱーんち！』が放送された。

## あらすじ
15歳ながら諸事情で引きこもり生活を送っている主人公のユナ。ゲーマーでもあるユナはある日、お気に入りのVRMMORPG「ワールドファンタジーオンライン」にログインすると、神様のいたずら（?）により、レア装備である「くまセット」を渡されたうえでゲームの世界そっくりの異世界に飛ばされてしまう。訳が分からないまま周囲をうろついていると、魔物に襲われている女の子を発見、くまセットの力でその女の子を助ける。最終的に、その女の子（フィナ）の案内で街に連れて行ってもらい、冒険者として異世界での生計を立てることになる。
元々ゲームを相当やりこんでいたことに加え、レア装備である「くまセット」のあまりのチート性能ぶりもあり、特に苦労することもなく異世界で生活の基盤を確立。時には街の人たちの悩みごとを解決したり、悪党を成敗したり、欲望の赴くままに行動しながら、異世界で暮らしていく。

## 登場人物
声の項はテレビアニメ版の声優。
基本的にどのキャラクターもモデルはおらず、ストーリー上で、どのようなキャラクターがいれば話が作りやすいかを考えて設定されている。

### 主要人物
ユナ
声 - 河瀬茉希
本作の主人公。本名は優奈（読み方は「ゆな」）で、「ユーナ」という偽名を使うこともある。腰まで届く、黒髪のロングヘアー。15歳の女の子だが、同年代の女子に比べ（身長・胸などの）発育が悪く、本人もそのことを気にしている。
うるさい両親や面倒なクラスメイトとの交流を厭い、3年程前から引きこもり生活を送るようになる。凄腕のトレーダーとして株取引で億単位の金を稼いでおり、異世界に召喚されるまでは、その稼ぎで購入した高級マンションで一人暮らしをしていた。その頭脳・才覚から、大きな会社を経営している祖父からは自身の後継者としても見込まれており、ユナ自身は会社を継ぐ気こそなかったが祖父のことだけは慕い、尊敬していた。
冒険者で、現在のランクはC（ランクBになるチャンスもあったが、目立ちたくないため見送っている）。冒険者登録をしたその日に絡んできた冒険者たちを全員ボコボコにして返り討ちにして、その後も強力な魔物を立て続けに狩り、それらを洗浄などの処理を一切していない血まみれの状態（クマボックスの特性ゆえ）でギルドに持ってくるため、クリモニアの街の冒険者たちからは『ブラッディベアー』と呼ばれ恐れられている。王都を襲う1万匹の魔物を退けた経緯から、国王が最も信頼を置く冒険者である証として、『エルファニカ王国の刻印』が冒険者カードに刻まれており、ギルドマスタークラスの人間だけがその情報を読み取れる。
なお元引きこもりだけに、「くまセット」を装備しない素の状態の運動能力は平均的な同世代の日本人以下。さらに、「くまセット」のない状態だと魔法もスキルも使えないため、外出時にはよほどのことがない限り「くまセット」を装備している。
また、冒険者だけでなく一人の商人でもあり、商業ギルドにも登録している。料理が得意で、異世界でもプリンやピザ、ハンバーガーなど地球の料理を自らの手で再現している。後にそれらの料理が評判になったため、自らがオーナーとなり「くまさんの憩いの店」や「くまさん食堂」といった飲食店をオープンした。他にも、クリモニアの街とミリーラの町をつなぐトンネルを掘ったことで、トンネルの利用料の一部を受け取る権利を有しており、何もしなくても定期的にかなりの収益が入ってくるようになっている。現在の商業ランクはEだが、商業ギルド内では、近いうちに確実にランクDに上がると目されている。
日本で暮らしていた頃、漫画を描く練習をしていた時期があるらしく、かなり絵が上手。その画力と、異世界には存在しない「デフォルメ」という概念を武器に『くまさんと少女シリーズ』という絵本を執筆・出版し、王宮関係者を中心に爆発的な人気を得ている。しかし、そもそもは子供（フローラ）に喜んでほしくて描いただけなので、この絵本でお金儲けをしようという気はなく、代金はとっていない。
着ぐるみの中は誰もが認める美少女だが、病的に鈍感なため本人にその自覚はなく、容姿を褒められても「お世辞だ」「子供の言う事だから」などの解釈でスルーしており、周囲を呆れさせている。
土魔法を利用して建造したくまの形をした家（クマ魔法の性質上、くまの形にすると家の強度が増すため）、通称「クマハウス」を多く所有しており、拠点になりそうな町があるたびに土地・家を購入し、クマハウス・転移門を設置している。
本人は｢自分のためにやったこと｣と否定しているが誰もが認めるお人好しな性分（特に小さな女の子に弱い）で、行く先々で人助けを行っているため、様々な人から恩人として感謝されている。
現実世界の交友関係が狭く情報収集は主にネットが頼りであるため、異世界に来た当初は「領主は重税を課し領民を苦しめる」「貴族の息子･娘はろくでなしのボンクラ」など現実世界のネットの知識による偏見を持っており、異世界にて実際に本人に出会うことでその思い込みは訂正されていった。
主人公が元の世界に帰りたいと思うと、ストーリーのメインがそちらになり、異世界を楽しむ話が書けなくなるため、元の世界へ戻らなくてもいいような設定となった。
『アニメ！アニメ！』にて「アニメに登場する“クマ”キャラといえば？」と題して実施されたアンケートでは、2020年は第5位、2021年は『くまのプーさん』のプーと同票で第2位になった。
くまセット・スキル・魔法一覧
くまセット
異世界に飛ばされる直前に、神様から与えられた装備。名前通り全ての装備のデザインにクマの要素が盛り込まれている。
性能はすさまじいのだが、デザインは子供向けのためユナからは不評で、恥ずかしく思っている。
黒白クマの服
リバーシブルにより「レベルに応じて物理・魔法耐性がアップする黒クマの服」と「体力・魔力の自動回復力・回復速度がアップする白クマの服」とを使い分けできるクマの着ぐるみ。完全耐熱・耐寒機能を有しているため、砂漠地帯では「（フードを）脱いだ方が暑い」と感じるほど彼女の体感温度を自動調節している。
フードにあしらわれたクマの目にも視認機能があるため、完全に被っても視界が遮られることはない。
譲渡不可のため、仮にユナが脱いだとしても彼女以外の人が手にできないようになっている。
黒クマ・白クマの手袋
レベルに応じてそれぞれ攻撃力（黒クマ、右手）と防御力（白クマ、左手）が上がるパペット人形状の手袋。
黒白クマの服同様、譲渡不可のためユナ以外の人間は持ち上げることすらもできないようになっている（彼女の召喚獣であるくまゆる・くまきゅうは除く）。
くまゆる・くまきゅうを召喚する際の媒体ともなっている。
黒クマ・白クマの靴
レベルに応じて速度アップ・疲労軽減させるクマの足状の靴。
ユナがくまセットを脱ぎ別の格好をする際にもこれだけは頑なに装備しているが、遠目に見れば普通の靴に見えるらしく特にミスマッチなどの悪印象は持たれていない。
クマの下着
「決して汚れない」「汗・匂いがつかない」「装備者の成長により大きさが変動する」という極めて優れた特性を有した下着。バック部分に黒白のクマのイラストがあしらわれておりかなり子供向けのデザインとなっているため、ユナがこれを穿いていることは彼女の最重要秘密事項となっている。
くまゆる・くまきゅうナイフ
ミスリルゴーレムから手に入れたミスリルを素材に、ガザルに製作してもらった二振りのナイフ。くまゆるナイフを右手、くまきゅうナイフを左手に持ち、双剣として使用する。
スキル
異世界言語
異世界の言葉が日本語で聞こえる。話すと異世界の言葉として相手に伝わる。ユナがクマ装備に依存せずに使える数少ないスキル。
異世界文字
異世界の文字が読める。書いた文字が異世界の文字になる。ユナがクマ装備に依存せずに使える数少ないスキル。
クマの異次元ボックス
白クマの口内にある無限に広がる空間。通称クマボックス。どんなものも入れる（食べる）ことができる。ただし、生きているものは入れる（食べる）ことはできない。入れている間は時間が停止する仕様となっているので、長期間食料を保存しておいても腐ることはない。異次元ボックスに入れたものは、いつでも取り出すことができる。
クマの観察眼
クマの野生の力によって魔物や人を探知することができる。テレビアニメ版ではレーダーの様に光る点で表現されている。
クマの召喚獣
クマの手袋からクマが召喚される。黒い手袋からは黒いクマ（くまゆる）が、白い手袋からは白いクマ（くまきゅう）が召喚される。
召喚獣の子熊化
召喚獣のクマのサイズを縮小し、子熊化することができる。
クマの地図 ver.2.0
クマの目が見た場所を地図として作ることができる。当初は「平面の2次元情報」を得ていたが、物語中盤でアップグレードされ、「高さも含めた3次元情報」が得られるようになった。
クマの転移門
門を設置することによってお互いの門を行き来できるようになる。3つ以上の門を設置する場合は行き先をイメージすることによって転移先を決めることができる。この門はクマの手を使わないと開けることはできない。
クマフォン
遠くにいる人と会話ができる。作り出した後、術者が消すまで顕在化する。物理的に壊れることはない。クマフォンを渡した相手をイメージするとつながる。クマの鳴き声で着信を伝える。持ち主が魔力を流すことでオン・オフの切り替えとなり通話できる。
クマの水上歩行
水の上を移動することが可能になる。召喚獣も同様の事が可能。
クマの水中遊泳
クマの形をした空気の中にいる状態で潜ることができる。
クマの念話
離れている召喚獣に呼びかけることができる。
クマの解体術（没スキル）
本編には登場しない。物語初期の構想段階でのみ存在した「クマの手袋で倒した魔物を触れると、解体されてクマボックスに入る」というスキル。結果として登場させずに没にした判断は正解だったと作者から語られている。
魔法
クマのライト
クマの手袋に集まった魔力によって、自主移動するクマの形をした光を生み出す。
クマの身体強化
クマの装備に魔力を通すことで身体強化を行うことができる。
クマの火属性魔法
クマの手袋に集まった魔力により、火属性の魔法を使うことができる。威力は魔力・イメージに比例し、クマをイメージすることでさらに威力が上がる。炎のミニクマ多数を口から突入させ体内を焼く用法は、対巨大生物の必殺技となっている。
クマの水属性魔法
クマの手袋に集まった魔力により、水属性の魔法を使うことができる。威力は魔力・イメージに比例し、クマをイメージすることでさらに威力が上がる。
クマの風属性魔法
クマの手袋に集まった魔力により、風属性の魔法を使うことができる。威力は魔力・イメージに比例し、クマをイメージすることでさらに威力が上がる。
クマの地属性魔法
クマの手袋に集まった魔力により、地属性の魔法を使うことができる。威力は魔力・イメージに比例し、クマをイメージすることでさらに威力が上がる。
クマの電撃魔法
物語中盤でユナがオリジナルで編み出し習得した、クマの手袋に集まった魔力を電撃に変換・攻撃する魔法。従来のファンタジー作品のように落雷を落とすわけではなく、「クマの手袋に電撃を纏わせた状態で対象に触れて感電させる」か「風魔法と組み合わせて発射する」といった2パターンで使用する。
クマの治癒魔法
クマの優しい心によって治療することができる。イメージによって｢体力回復｣と｢病気（状態異常）の治癒｣の両方に対応する。
- アニメ版：異世界に連れてこられた経緯は変わらないが、「孤児院による養鶏場経営や『くまさんの憩いの店』の代表として勝手にティルミナを指名し話を進める」「ミリーラの街に蔓延っていた盗賊団を1人で退治する」など、原作以上に強引かつ活発な性格を顕わにすることがある。その一方、「クマ装備の性能テストで走り回った後に恐怖から涙する」、「孤児院の補助金が打ち切られた件で碌に調べもせずにクリフを悪者扱いしたことで悶え苦しむ」などの年相応な幼さや、「寝不足でクラーケン対策を考えた結果、頓珍漢なアイデアばかりを絞り出す」「先述のミリーラとクリモニアを結ぶトンネルを作った理由が個人的欲望であることを口を滑らせ、クリフたちに弱みを握られる」といった抜けた一面を見せることもある。なお、原作の中においてアニメ版は「ユナが異世界で過ごした日々を元にして作られた創作アニメ」という位置づけで、神様により与えられたテレビを通じてユナたち自身もアニメや公式サイトの情報だけを視聴・閲覧できるという設定となっている。

くまゆる / くまきゅう
声 - 宮島えみ（くまゆる） / 黒瀬ゆうこ（くまきゅう）
ユナが「くまセット」の力で呼び出せるクマの召喚獣。性別は不明だが、アニメ版Blu-ray（DVD）の特典小冊子『クマ神様』の中での一人称は「僕」。黒い方が「くまゆる」、白いほうが「くまきゅう」。くまゆるは少しつり目で、くまきゅうは少したれ目。どちらも人間の言葉を理解できるが、しゃべることはできない（「くぅ〜ん」という鳴き声になってしまう）。大きさは、ユナの意思で、ぬいぐるみサイズと通常サイズ（人間を二人から三人載せて走れるほどの大きさ）の二段階に切り替えられる。また汚れてしまった場合でも、一度ユナが送還してから再召喚すると汚れが落ちるという親切設計。なおユナが片方だけを構いすぎると、もう片方がすねていじけてしまうため、両方をバランスよく構わなくてはいけない。元々並の魔物では敵わないほどの戦闘能力を有していたが、クマモナイト（クマの精霊石）の力で、さらに飛躍的に強くなった。人や魔物の気配を察知することができ、薬草の生えている場所も探知することができる。魚釣りやタケノコ掘りなど、様々な特技を持っており、非常に器用かつ多芸。ユナ同様「クマの水上歩行」が使える。
特に女性から可愛いと大人気で、ユナだけでなく好意的な他者にも愛想良く接する。
ゴブリン討伐のエピソードの執筆時に、ユナに移動手段を与えるために誕生したキャラクターで、くまなのは029に、リアルなクマではなく可愛く描いてもらうようオーダーした。
フィナ
声 - 和氣あず未
ユナが異世界で最初に出会った女の子。ユナのことは「お姉ちゃん」もしくは「ユナお姉ちゃん」と呼ぶ。10歳→11歳。髪はダークブラウンのくせっ毛で、大きなリボンがトレードマーク。家族想いのしっかり者。父はすでに亡く母ティルミナが病床で働けない中、子供でも生活資金を稼げるようにとゲンツから魔物の解体を仕込まれ、冒険者ギルドで臨時に働いていたという経験があり、現在は習得する気のないユナの代わりに解体を担当している。その腕前は｢年齢的にありえない｣レベルで優秀。ユナがこの世界にやってきてからは世界中のあちこちへと連れまわされており、大変な思いもしているが、一方で楽しい経験をさせてもらえていることに感謝している。元々ごくごく平凡な庶民の家の出なため、貴族や王族と会う際にはかなり緊張するところがあったが、ユナに色々と振り回されているうちにだいぶ慣れてきた模様。今では、貴族であるノアやミサのことも大切な友人だと思っている。ユナの指導により、簡単な魔法が使えるようになる。絵本『くまさんと少女シリーズ』の主人公のモデルになっており、本人はそのことを恥ずかしく思っている。ユナがこの世界で最も信頼している人物。クマフォンを持っている。くまゆるぬいぐるみを持っている。くまさんファンクラブの副会長。「クマの転移門」の存在を知る人物のうちの一人。「クマの水上歩行」を知る人物のうちの一人。
異世界について説明するキャラクターとして設定され、当初は現在ほどユナに関わるキャラクターになることは想定されていなかった。

### クリモニアの街の住人たち
シュリ
声 - 富田美憂
フィナの妹。7歳。純粋で無邪気。元気いっぱいで母親想いの優しい女の子。髪はブラウンのくせっ毛で、後ろで二つのおさげにしている。クマフォンを持っている。くまきゅうぬいぐるみを持っている。「クマの転移門」の存在を知る人物のうちの一人。「クマの水上歩行」を知る人物のうちの一人。くまさんファンクラブの一員。
姉妹のエピソードを書くために設定された。
ティルミナ
声 - 宮本侑芽
フィナとシュリの母親。早くに夫を亡くし、女手一つで娘2人を育ててきたが難病により挫折・余命いくばくもなかったが、ユナの治癒魔法により命を拾う。その際にユナの後押しによりゲンツと再婚。ユナの運営するほぼ全ての事業の事務・渉外などを担当している。ユナの無茶ぶりに応え続ける苦労人だが、病床での無力感を知るだけに苦労も生きる張り合いと楽しんでいる。元冒険者で、魔法が使える。「クマの転移門」の存在を知る人物のうちの一人。
ゲンツ
声 - 鶴岡聡
冒険者ギルドの職員。主に解体担当。ティルミナやその前夫・ロイとは元冒険者仲間であり、「フィナやシュリにもしものことがあったら、彼に顔向けできない」という想いを抱いているため、ティルミナが病気で働けない一家を支えるべくフィナに解体のノウハウを教え、冒険者ギルドで働けるよう取り計らった。ユナの後押しによりティルミナと結婚、フィナとシュリの父親になる。かなりの親バカ。仕事ぶりは確かだが家事はズボラであり、新婚早々ティルミナの尻に敷かれている。
ロイ
故人。ティルミナの前夫。フィナとシュリの実父。シュリが産まれる前に亡くなっている。ティルミナとゲンツとは、元冒険者仲間。
ノアール・フォシュローゼ
声 - 日高里菜
愛称は「ノア」。クリフとエレローラの娘。10歳→11歳。金髪のふわふわロングヘア―。普段はクリモニアで暮らしている。ユナと出会ったことをきっかけに、「クマ大好き少女」としての道を歩き始める。ユナのことも慕っているが、それ以上にくまゆる・くまきゅうのふわふわもふもふの愛らしさにぞっこんで、事あるごとにくまゆる・くまきゅうと触れ合う機会を狙っている。天真爛漫かつ自由奔放な性格で、周りからは母親（エレローラ）似だと言われている。クマのことになると周りが見えなくなり、若干ワガママになるところがあるが、基本的には優しく、相手を思いやる思慮深さを持っている。ユナの指導により、簡単な魔法が使えるようになる。くまゆるぬいぐるみとくまきゅうぬいぐるみ、特大くまゆるぬいぐるみと特大くまきゅうぬいぐるみを持っている。くまさんファンクラブの創設者にして会長。作中でも古参かつ重要なキャラクターの一人だが、ユナの秘密に関してはあまり知らないので、結果として除け者や置いてきぼりにされることが多く、そのたびに拗ねて頬を膨らませている。
クリフ・フォシュローゼ
声 - 遊佐浩二
ノアとシアの父親。伯爵位の貴族。ユナやフィナ達が暮らすクリモニアの街の領主。魔法が使える。領民のことを第一に考える立派な領主だが、エンズの行っていた悪事に気付けず、結果として孤児院の子供たちを餓死する寸前まで追い込んでしまったことで、ユナの怒りを買ってしまう。のちにそのことを謝罪し関係は回復したが、以来、その時の名残からユナにぞんざいな扱いを受けている。常識人の苦労人で、ユナの常識破りな行動が幾多の救いを齎すことを評価しつつも、付随する面倒事の後始末に振り回されることをぼやいている。娘のノアが、日を追うごとに重度のクママニアになっていくことが最近の悩み。
ミサの誕生日での騒動の際、web版ではコックが襲われた際いきなりユナを頼っていたが、テレビアニメ版では襲われたコックの代わりを連れて来るため護衛を出発させたが襲われて失敗し、八方塞がりとなりユナを頼った、と展開が変化している。
ララ
声 - 市邑咲
クリモニアの街のフォシュローゼ家で働くメイド。勤めて5年経っている。紅茶を淹れる名人で「くまさんの憩いの店」がオープンした際には、上手な紅茶の淹れ方をユナたちに指導した。
ロンド
声 - 手塚ヒロミチ
フォシュローゼ家の執事。老齢の紳士。有能かつ忠実で、クリフが最も信頼している部下。
グージュ
声 - 手塚ヒロミチ
フォシュローゼ家の護衛。グランの誕生パーティーに向かう道中、クマハウスに泊めてもらう。
ラーボン
声 - 喜屋武和輝
フォシュローゼ家の護衛。グランの誕生パーティーに向かう道中、クマハウスに泊めてもらう。
ヘレン
声 - 工藤夕希
クリモニアの街の冒険者ギルドの受付嬢。ユナが冒険者登録をしたときからの付き合いで、ユナのことは友人だと思っている。美人で、クリモニアの街の冒険者の間ではそこそこ人気がある。
ラーロック
声 - 多田野曜平
クリモニアの街の冒険者ギルドのギルドマスター。筋肉の人。ユナからは名前を憶えられていない（筋肉達磨と認識されている）。
ミレーヌ
声 - 黒瀬ゆうこ
クリモニアの街の商業ギルドのギルドマスター。眼鏡をかけている女性。年齢は20代で、おそらく後半のアラサー女子。スタイルは中々のもの。中々のやり手で、面白いこと・お金儲けに関することは絶対に見逃さない。街にやってきて以来、面白い話題に事欠かないユナのことを大変気に入っており、目を離さないようにしている。少々お茶目な性格で、周りを振り回すことが多い。そのためユナからは、嫌われてはいないが〝関わると面倒な人〟と思われている。
リアナ
クリモニアの街の商業ギルドの職員。ミレーヌがいないときは、彼女の代わりにユナ担当の役割を任されている。
エレナ
声 - 宮島えみ
クリモニアの街の宿屋の娘。ユナがこの世界に来て初めて泊まった宿屋であるという経緯から、ユナと繋がりを持つ。魔法の才能はからっきしで、魔法が使えるユナや他の冒険者たちのことを羨ましく思っている。Web版では宿屋を辞め、ケーキ作り担当として、『くまさんの憩いの店』で働くことになる。
モリン
声 - 甲斐田裕子
『くまさんの憩いの店』店主。30代過ぎで未亡人。恰幅がよく、姐さん気質の女性。かつて王都でベーカリーを営んでいた際、匂いに釣られて店に立ち寄ったユナと出会う。（アニメ版では法外な利子のついた借金が原因で店を失ったところに）ユナが開店する店のパン職人としてスカウトされ、クリモニアの街にやってきた。夫から受け継いだパンの味は王宮料理長であるゼレフが認めるほど。
カリン
声 - 新田ひより
モリンの娘。17歳。王都で母モリンと店を営んでいたが、後に母と共に『くまさんの憩いの店』に移り、店員となる。店員の制服であるクマさんパーカーを恥ずかしがっている。最近はしっかり働いているが、何年か前までは仕事をサボることが多かった。
漫画版では「他人を自主的に動かすのが上手い」とユナを評し、かつて彼女が祖父から経営の才能を褒められた旨を思い出させるきっかけを与えた。
クマさんパーカーが恥ずかしかったため、後から来たネリンにもクマさんパーカーをほぼ強引に着させている。
ネリン
声 - 市邑咲
モリンの姪。パン作りの修行のため王都へとモリンを訪ねてきたが、そのモリンは既にクリモニアの街に移住しており途方に暮れていたところをユナと出会って事情を教えられ、モリンを追ってクリモニアの街に移動。紆余曲折を経て『くまさんの憩いの店』のケーキ作り担当として働くことになる。
カリンに「これを着ないとダメ」と半ば騙されて店員の制服であるクマさんパーカーを着させられたが、本人はまんざらでもなかった。
ミル
孤児院出身の女の子。12歳（Web版では13歳）。「くまさんの憩いの店」で働く子供たちのリーダー的な存在。
アンズ
声 - 春野杏
「くまさん食堂」の料理人兼店主。ユナより少し年上。ユナがミリーラ滞在中に世話になった宿の宿主デーガの娘で、料理の腕は確か。（アニメ版では特に和食が作れることから）ユナにスカウトされ、ミリーラの町からクリモニアの街にやってきた。
セーノ
声 - 工藤夕希
「くまさん食堂」の店員。20歳くらいの女性。ミリーラの町からクリモニアの街にやってきた。Web版では、初期は「エーリス」という名前だった。
ベトル
「くまさん食堂」の店員。真面目そうな女性。ミリーラの町からクリモニアの街にやってきた。
フォルネ
声 - 市邑咲
「くまさん食堂」の店員。ミリーラの町からクリモニアの街にやってきた。
ルリーナ
声 - 青山吉能
クリモニアの街の魔法使い冒険者。金髪（アニメ版では銀・紫髪）で細身の美人女性。元はデボラネパーティーの臨時メンバーだったが、デボラネの身勝手さに愛想をつかし、パーティーを抜ける。一度お姫様だっこされてから、ユナの着ぐるみの触り心地を気に入っている。常識人でユナからはその人柄を信頼されており、『くまさんの憩いの店』の護衛を任されたり、ミリーラの町への従業員旅行に誘われたりしている。
ギル
声 - 中島卓也
クリモニアの街の冒険者。大柄で体格のいい男性。無口だが優しい性格。子供に好かれる。元はデボラネパーティーのメンバーだったが、ルリーナと同じタイミングでパーティーを抜ける。見た目に反して辛いものが苦手。
デボラネ
声 - 大泊貴揮
クリモニアの街に住むランクDの冒険者。男性。それなりに腕は立つが性格は粗暴で、素行が悪い。クリモニアに着いたばかりのユナに絡み、ボコボコにされる。ブラッディベアー伝説、その最初の犠牲者。ユナ以外にも多くの新人冒険者をイビってきたという経歴があるが、実際には単なる意地悪ではなく、実力の足りない者が冒険者になることの危険性を知っているがゆえの忠告と指導のようなものだった。初対面で完敗を喫したユナの実力を内心では認めているが、プライドが邪魔をしてそれを素直に口にできない。アニメではランズと共に『くまさんの憩いの店』に食事に来るシーンがあった。
ランズ
声 - 広瀬裕也
クリモニアの街の冒険者。男性。口が悪い。デボラネパーティーのメンバー。デボラネを慕っており、ユナを一方的に目の敵にした。アニメではユナの活躍を見て自身の非礼を謝罪した。
ゴルド
声 - 手塚ヒロミチ
ドワーフ。クリモニアの街の鍛冶屋。ルドニークの街出身。フィナ・シュリの解体用ナイフの製作やメンテナンスを請け負っている。ガザルとは兄弟弟子の関係。
ネルト
声 - 山根綺
ドワーフ。ルドニークの街出身。ゴルドの奥さんで幼なじみ。
シェリー
声 - 結木梢
クリモニアの街の少女。孤児院出身。手先が器用で、テモカの元で裁縫を学んでいる。裁縫の基礎は、死んだ母親から習った。王族・貴族・富豪の子女に大人気で世界中に広がりつつある「くまゆる&くまきゅうぬいぐるみ」製作の第一人者。もしかすると、将来その筋から有名になるかもしれない。くまさんファンクラブの一員。
テモカ
声 - 髙坂篤志
クリモニアの街の裁縫屋。30前後の男性。シェリーに裁縫を教えており、彼女が望むのであれば養子にしたいと考えている。
ナール
声 - 宮島えみ
テモカの奥さん。30前後の女性。
ボウ
声 - 岡村明美
クリモニアの街の孤児院の院長。眼鏡をかけた年配の女性。子供たちから慕われている。
リズ
声 - 徳井青空
クリモニアの街の孤児院で働いている。若い女性。
ニーフ
クリモニアの街の孤児院で働いている。大人っぽく、包容力を感じさせる女性。アンズの店で働くためにクリモニアの街にやってきたが、孤児院の子供たちと触れ合ったことをきっかけに心変わりし、そちらに転向する。
アルン
クリモニアの街の孤児院で働いている。若い女性。アンズの店で働くためにクリモニアの街にやってきたが、ニーフと共に孤児院で働くことに。Web版の初期のみ登場。
ミンシャ
孤児院で暮らす女の子。シェリーがくまのぬいぐるみを作っているのを見て、それを欲しがる。
レム
クリモニアの街の『蜂の木』の管理人。蜂の木の周りに現れる熊（野生）を大切にしている。
シン
クリモニアの街の新人冒険者。パーティーのリーダー的存在。出会った当初はユナを馬鹿にしていたが、のちにユナに助けられ、反省する。現在はギルから剣の指導を受けている。
ホルン
クリモニアの街の新人冒険者。シンパーティーのメンバー。パーティーの紅一点。ユナに魔法の指導を受け、徐々に実力を伸ばしている。
ラッテ
クリモニアの街の新人冒険者。シンパーティーのメンバー。弓が得意で、ブランダから弓の指導を受けている。
ブルート
クリモニアの街の新人冒険者。シンパーティーのメンバー。斧使い。パーティーで一番の力持ち。
エンズ・ローランド
声 - 沢木郁也
王都の騎士団長ルトゥムの弟。でっぷりと太った体形。孤児院への補助金の着服を行い、孤児院を困窮させた張本人。孤児院の状況を知ったクリフによって摘発され着服以外にも横領、暴行、殺人、違法取引、その他諸々の罪により、妻子共々処刑される。

### 王都の住人たち
シア・フォシュローゼ
声 - 水瀬いのり
クリフとエレローラの娘で、ノアの姉。15歳。王都の学生。エレローラ譲りの綺麗な金髪をロール状のツインテールにしている。普段はエレローラと一緒に王都で暮らしている。ユナと一緒に課外授業に行ったのち冒険者登録をし、現在はランクE。剣と魔法の両方が得意で、ユーファリアの学園との交流会では学生代表選手の一人に選ばれるなど、非常に優秀。真面目で常識的な性格で、周りからは父親（クリフ）似だと言われている。出会った当初は、自分よりも年下（に見える）の女の子でありながら妹のノアを王都まで護衛してきたユナに反発していたが、直後に試合をして圧倒的完敗を喫し、すぐに反省して謝罪する。今ではユナのことを尊敬し、大切な友人として見ている。「クマの水上歩行」を知る人物のうちの一人。くまゆるぬいぐるみとくまきゅうぬいぐるみを持っている。くまさんファンクラブの一員。
エレローラ・フォシュローゼ
声 - 巽悠衣子
ノアとシアの母親。クリフの妻。35歳。金髪の美しい女性。実年齢からは想像もできないほどに若い容貌をした美魔女。奔放かつ神出鬼没。いたずら好きで、よく周りを振り回している。普段は国王の補佐役として王城に勤務しているため王都の屋敷で暮らしており、クリフとは別居状態（関係は円満）。その子供っぽい態度とは裏腹に非常に有能で顔も広く、ユナに色々と手を貸してくれる。娘（と夫）を心から愛しており、その感情を表現することをまったく惜しまない。魔法が使える。
世間的には、子供の部類に入るユナについて「王都にいる間は、自分が保護者代わりを務める」と自称しており、彼女さえ良ければ養子にすら迎えてもよいと豪語している。
スリリナ
声 - 小路裕夕
王都のフォシュローゼ家で働くメイド。屋敷の庭に花壇を作る際、ユナに手伝ってもらう。
サーニャ
声 - Lynn
エルフ。女性。薄緑の髪の色をしている。王都の冒険者ギルドのギルドマスター。エルフの里の出身で、里長の孫娘でもある。風魔法が得意。鷹のような召喚鳥「フォルグ」を呼び出し、尚且つその視覚情報を共有できる。「くまさんパンツ」の目撃者として、ユナに恨みがましい目を向けられている。ユナの秘密を多く知っているがゆえに、そのことを誰かに話すと（笑い）死んでしまう契約魔法を結んでいる。「クマの転移門」の存在を知る人物のうちの一人。「クマの水上歩行」を知る人物のうちの一人。Web版および書籍版では、グルザムの襲撃時に一人逃げ出した（ように見えた）ユナを最初蔑視する描写があったが、漫画版やアニメ版では上記召喚鳥で一部始終を見ていたため、そのような描写はなされなかった。
ラン
王都の冒険者ギルドの受付嬢。ブリッツパーティーのランとは別人。状況把握能力や判断力に乏しく、無自覚に事態を悪化させる悪癖がある。読者（作者含む）に嫌われており、Web版のみの登場。作者直々に「登場しない」「いなかった事にしてください」とWeb版の人物紹介からも除外されている。
フローラ
声 - 木野日菜
エルファニカ王国の王女。4、5歳。桃色の髪をしている。純真無垢で素直。くまさん（ユナ）が大好きで、ユナが王城に来るといつも、走ってきて抱き着いてくる。くまゆるぬいぐるみとくまきゅうぬいぐるみを持っている。
ティリア
エルファニカ王国の王女。フローラの姉。15歳。桃色の髪をしている。王都の学生。気さくで明るく、誰にでも分け隔てなく接する性格で、学園内では絶大な人気を誇る。シアとは同級生で友人。家族や友人たちからの噂で聞いていた「くまの女の子」に一目会いたいと長らく切望していたが、間が悪く中々会えずにいた。学園祭編にてとうとう念願叶い、ユナとの邂逅を果たす。くまゆるぬいぐるみとくまきゅうぬいぐるみを持っている。
フォルオート
声 - 石田彰
エルファニカ王国の国王。40歳。ハンサムな男性。王都を襲う魔物1万匹の脅威から救ってもらったことをきっかけに、ユナと関わりを持つ。ユナ（主に作ってくる料理・フィナが心中で曰く『餌付けされている』）に興味を持ち、気に入っている。かなりフランクでフットワークが軽く、王であるにも関わらず、共もつけずに一人でユナの家を訪ねたりもする。デゼルトの街で何か問題が起きていると察した際には、単身デゼルトの街へ向かうよう依頼するなど、冒険者としてのユナの実力に強い信頼を置いている。
キティア
声 - 中村桜
エルファニカ王国の王妃。のんびりほわほわとした美人。どれだけ食べても太らない体質で、エレローラの嫉妬を買っている。
エルナート
声 - 森永彩斗
エルファニカ王国の王子。20歳。既婚。結果的にいつも仕事の邪魔をするユナ（ユナが王城へ来ると、父王が仕事を投げ出してそちらに向かうため）へは、心なしか当たりが強い。
アンジュ
フローラの乳母。20代前半の女性。フローラと同い年の娘がいる。
リーシャ
アンジュの娘。くまゆるぬいぐるみとくまきゅうぬいぐるみを持っている（Web版ではくまゆるぬいぐるみのみ）。
モルナカ
エルファニカ王国の王城で働く女性。20歳くらい。アンジュの同僚で、1年ほど前から王城に勤務している。フローラに「くまさんと少女」の絵本の読み聞かせをしてもらった。
モリッサ
エルファニカ王国の王城で働く女性。アンジュの同僚。娘のために「くまさんと少女」の絵本を欲しがっていた。
ゼレフ
声 - 武田太一
エルファニカ王国の王宮料理長。幾多の試食をこなす職業病でふくよかな体形の男性。ユナを料理人として尊敬している。穏やかな性格だが、未知の料理に関しては子供のように興味津々になる。当初は、王宮料理長である自分を差し置いてフローラに食事を与えているユナにあまりいい感情を抱いていなかったが、ユナの作ったお菓子を試食した際に衝撃を受け、負けを認める（ユナ自身は「お互い得意な料理のジャンルが違うのだから勝ちも負けもない」と考えている）。負けを認めた後はユナに好意的であり、シーリンの街の件では（国王の許可もあって）自らシーリンの街に赴くなどユナへの協力を惜しまず、また、王都に「ユナのレシピを扱う店」を出す際の責任者にもなっている。
ザング
声 - 喜屋武和輝
エルファニカ王国の宰相。髭を生やした年配の男性。国王が最も信頼を置く腹心で、奔放な国王に振り回される苦労人。国王に意見できる数少ない人物の一人。
ロイモンド
エルファニカ王国の王城門番。
ロック
エルファニカ王国の王城門番。
ランゼル
王都第15兵士団の副団長。
ヴォルズ
ランゼルの部下。シーリンの街の視察に来たエレローラに随伴していた。
ミッシェル
ランゼルの部下。シーリンの街の視察に来たエレローラに随伴していた。
マリクス
声 - 松岡美里
王都の学生。シアの同級生。男子。15歳。ユナと一緒に課外授業に行ったのち冒険者登録をし、現在はランクE。剣が得意。生意気な性格。行動力があるが、目先のことしか見えない傾向がある。父親は、王国第二騎士団の隊長。出会った当初はユナを「道楽で冒険者をやっており、金で他人に手伝ってもらい不正にランクを上げている」と思い込んで馬鹿にして、課外授業中は徹底的にユナを無視していたが、黒虎〈ブラックタイガー〉から守ってもらったことを契機にユナを強く尊敬するようになる。
ティモル
声 - 梅田修一朗
王都の学生。シアの同級生。男子。15歳。ユナと一緒に課外授業に行ったのち冒険者登録をし、現在はランクE。魔法が得意。ユナを見た目で見下すことなくギルドカードで証拠提示を求めるなど理知的な性格で、友人であるマリクスのブレーキ役を担っている。黒虎〈ブラックタイガー〉から守ってもらったことを契機に、ユナを強く尊敬するようになる。
カトレア
声 - 山田美鈴
王都の学生。シアの同級生。女子。15歳。ユナと一緒に課外授業に行ったのち冒険者登録をし、現在はランクE。魔法が得意。ユナのことは当初ランクと実力が見合っていないと思いこんでいたが、それとは別にくまゆるとくまきゅうを通して仲良くなる。試験の一環としてユナとエレローラが初対面を装っていることを見抜くなど、鋭い観察眼を持つ。黒虎〈ブラックタイガー〉から守ってもらったことを契機に、ユナを強く尊敬するようになる。くまゆるぬいぐるみとくまきゅうぬいぐるみを持っている。
ジグルド
王都の学生。シアの同級生。男子。15歳。マリクスたちと同時期に課外授業を行い、その際にはジェイドとメルが護衛についていた。マリクスたちの護衛として現れたユナを馬鹿にし、マリクスたちの怒りを買う。
リーネア
王都の学生。シアの同級生。女子。15歳。剣が得意。髪は短くカットしている。ティリアに心酔しており、ティリアの護衛騎士を目指して日々修練に明け暮れている。学園祭の出し物の一環として騎士と試合をし、ルトゥムの策謀によって大怪我をするところだったが、ユナの介入によって救われる。
シューグ
声 - 小島史裕
王都の学園の教師。30歳くらいの男性。シアやマリクスたちの通う学園で働いている。課外授業の際にユナと知り合い、ユーファリアでの交流戦においては、魔力欠乏によってダウンした生徒の代わりに、ユナを代理の選手として推した。
ガザル
声 - 鷲見昂大
ドワーフ。王都の鍛冶屋。ルドニークの街出身。ユナの武器「くまゆるナイフ」と「くまきゅうナイフ」の製作者。ゴルドとは兄弟弟子の関係。ユナの実力を高く評価しており、ユナがルドニークに行く際には、自分の師匠であるロージナへ宛てた紹介状を書いた。
リリカ
ドワーフ。ロージナの娘。18歳。ガザルとゴルドの幼馴染。Web版では「リッカ」という名前だった。想い人のガザルを追いかけて、ルドニークの街から王都にやってきた。現在はガザルの鍛冶屋で一緒に暮らしている。
ダージュ
王都に住むランクDの冒険者。中々ランクCに上がれず苛立っていたところにユナと出会い、勝負を挑む。結果惨敗し、以降、王都においてユナに降りかかるトラブルの防波堤となるよう約束させられる。
グルザム
声 - 鳥海浩輔
かつて危険思想により王都を追放された魔術師。国王への復讐のため、10年という月日と自身の命をもかけて1万匹もの魔物を集め王都にけしかけたが、ユナによってあっさり阻止され、失意の中フォルオートによって討たれ死亡する。アニメ版ではユナのくまパンチで倒される。
ルトゥム・ローランド
伯爵。元王国の第三騎士団の隊長。横領殺人犯エンズの兄。エレローラとはエンズの件もあり犬猿の仲。ユナの活躍を直接知ることなく(後付設定で)幾多の貧乏くじを引かされていた。女は騎士に相応しくないという思想の持ち主で、騎士団から女性を排斥するよう、策をめぐらせていた。騎士として確かな実力を誇っていたが、学園祭でのユナとの試合に負けたことで騎士団長の座を降りることとなり、現在は学園の教師として働いている。
王都の住人にとっては大事件だがユナにとっては忘れて良い分類で、名前を聞いても｢誰それ？｣と思い出してはすぐ忘れている。
フィーゴ
王国の騎士。20代半ばくらいの男性。ルトゥムに次ぐ高い実力の持ち主だったが、ユナとの試合に敗れる。騎士道精神を持った人格者。
モルーグ
かつてゼレフとボッツが共に働いていた、大きな鷹の石像があるレストランの元料理長。ゼレフが店を去ったのち引退する。
ボルサック
モルーグの後を継いで大きな鷹の石像があるレストランの料理長となった男。人間性に問題はあったが、料理と、目上の人間に媚を売ることだけはうまかった。自身に盾突いたボッツを解雇し、さらに、王都内で働けないよう料理ギルドに圧力をかけた。
ジョルズ
王都の商人。肥満体形で、顔はガマガエルのよう。かなり悪質な詐欺まがいの商売を繰り返してモリンの家族を含め幾多の人間を陥れたが、ユナが介入したことで暗転。ユナへお礼参りするも当然のように返り討ちに遭い、苦し紛れに国王の名を騙るも偶然本物の国王がユナ宅を訪れたために現行犯で捕縛される。その後数々の悪事が露見し破滅。アニメ版では未登場。

### ミリーラの町の住人たち
アトラ
声 - 阿澄佳奈
ミリーラの街の冒険者ギルドのギルドマスター。若い女性。ユナが羨ましがるような抜群のプロポーションの持ち主で、本人もそのことを意識したような露出の多い服を着ている。海沿いの街に住んでいるがゆえの、健康的な日焼けと口元のホクロがチャームポイント。
クラーケンと盗賊の騒動で冒険者がほとんどいなくなったためギルドは開店休業状態であり、ユナが来た時は一人で酒を飲んでいた。
テレビアニメ版では飲んでいたものは酒ではなく眠気覚ましの苦いお茶であり、寝る間も惜しんで一人で業務をこなしていたと展開が変更されている。
セイ
ミリーラの町の冒険者ギルド職員。男性。
ジェレーモ
ミリーラの町の商業ギルドのギルドマスター。若い男性。元は一般職員だったが、前ギルドマスターのザラッドが悪事を働き処刑されたため、その後釜としてギルドマスターの座に（仕方なく）就く。面倒がりでよく仕事をサボるが、根はお人よしで困っている人を放っておけない性格のため、住民からは信頼されている。クラーケン騒動の間も、金銭に困窮している住民にこっそり無償で食料を配給していた。
アナベル
ミリーラの町の商業ギルドの職員。若い女性。元はクリモニアの商業ギルドの職員だったが、新人ギルドマスターであるジェレーモの教育兼サポート係として、ミリーラに派遣される。厳しい性格で、サボりがちのジェレーモの尻を叩いている。既婚者で子供がおり、後に家族ごとミリーラに移り住んでいる。
デーガ
声 - 西村知道
ミリーラの町の宿屋の大将。マッチョだが、料理の腕は一流。子供は息子が一人と前述のアンズが一人。アンズとは、あまり似ていない。息子は宿を手伝いながら漁師としても働いており、宿屋で使う魚は彼が獲ってきている。なお、宿屋に名前はなく、ミリーラの住人の間では、「アンズちゃんのお店」や「デーガさんの宿屋」で通っている。長いあごひげを編みこみにしている。
ダモン
声 - 稲田徹
ミリーラの町の住人。若い男性。漁師。クラーケンと盗賊の騒動で食料が手に入れられず、食料を求めて雪山を登り、遭難したところをユナに助けられる。
ユウラ
声 - 行成とあ
ミリーラの町の住人。ダモンの奥さん。25歳前後の女性。ダモンと共に雪山で遭難したところをユナに助けられる。Web版では、初期は『ラーニャ』という名前だった。
レーラ
声 - 天野聡美
ダモンとユウラの娘。ダモンとユウラの帰りを自宅で待っていた。
レオ
声 - 篠原侑
ダモンとユウラの息子。レーラの弟。ダモンとユウラの帰りを自宅で待っていた。
クロ爺
ミリーラの町の住人。地元の漁師たちの元締め的存在。老人。
アラム
ミリーラの町の住人。クロ爺の息子で、元町長のザンナが逃げ出したため現在は半ば押し付けられるような形でミリーラの町の町長の座に就いている。30代後半から40歳くらい。
ザンナ
ミリーラの町の元町長。クラーケン騒動の際に、住民を見捨てて町から逃げ出した。のちにミリーラの町に戻ってきて再び町長の座に就こうと画策したが、方々から拒絶され、断念する。
オモス
ミリーラの町で盗賊行為を行っていた冒険者。ザラッドに雇われて、ミリーラの町から出ていこうとする住民たちを襲っていた。女性をモノのように扱う発言をしたことでユナをキレさせ、顔の形が変わり心が折れるまでボコボコにされる。Web版では、「ボーグ」という名前だった。
ザラッド
声 - 吉野裕行
ミリーラの町の商業ギルドの元ギルドマスター。盗賊の騒動の元凶。悪事を働いた（タチの悪い冒険者を雇い、盗賊として住民を襲わせ、金品を略取させるなど）ことが露見し、処刑された。

### シーリンの街の住人たち
ミサーナ・ファーレングラム
声 - 天野聡美
愛称は「ミサ」。シーリンの街の領主の娘。9歳→10歳。銀髪のロングヘアーで品行方正、かつ年齢相応に好奇心旺盛なお嬢様。エルファニカ国王の誕生記念式典に出席する際の旅程で魔物に襲われていたところを、ユナに助けられた。自身の誕生パーティーにユナとフィナを招待する。くまゆるぬいぐるみとくまきゅうぬいぐるみを持っている。くまさんファンクラブの一員。
グラン・ファーレングラム
声 - 髙坂篤志
シーリンの街の元領主。49歳→50歳。エルファニカ国王の誕生記念式典に出席する際の旅程でオークに襲われていたところを、ユナに助けられた。サルバード家取り潰しの際に息子のレオナルドに領主の座を譲るが、自由に動けるようなった環境を楽しんでいる。
レオナルド・ファーレングラム
声 - 手塚ヒロミチ
シーリンの街の領主。グランの息子。グランからは「気が弱い」と揶揄されている。サルバード家取り潰し後、引退したグランに代わり街の領主になる。
ユリアーヌ
声 - 藤田曜子
ミサの母。
メーシュン
声 - 結木梢
ファーレングラム家で働くメイド。20歳前後。裁縫が得意で、ミサがノアとフィナの誕生日プレゼントのために、ぬいぐるみ用の衣服を作るのを手伝った。
ボッツ
声 - 中島卓也
ファーレングラム家の専属料理人。元、王都の一流レストランの副料理長。ゼレフとは同僚だった。当時の料理長にハメられ、職を失い彷徨っていたところをグランに拾われた。ガジュルドの指示を受けたブラッドにより腕を痛めつけられ、しばらく料理が出来なくなる。
ルーファ
ファーレングラム家のメイド。20歳前後で、短い髪の女性。元はサルバード家に仕えていたが、サルバード家が取り潰しになった際に、グランが引き取る。
マリナ
シーリンの街の冒険者。パーティーのリーダー。女性剣士。義理堅い性格で、ミサをはじめとしたファーレングラム家の人々から確かな信頼を置かれている。
エル
シーリンの街の冒険者。巨乳の女性。魔法使い。マリナパーティーのメンバー。土の中に潜んでいるモグラを引きずり出すなど、水魔法が得意。
マスリカ
シーリンの街の冒険者。剣士の女性。マリナパーティーのメンバー。
イティア
シーリンの街の冒険者。大剣使いの女性。マリナパーティーのメンバー。Web版初期では「ローメン」という名前だったり、書籍版でもSS（ショートストーリー）集などの一部では「エウリ」という名前だったりするなど、あまり名前が統一されていない。
ローコチ
シーリンの街の商業ギルドのギルドマスター。30歳くらいの細身の男性。サルバード家の失脚に伴いサルバード家とズブズブの関係だった前ギルドマスターが更迭され、その後釜としてギルドマスターの座に就いた。かつて大きなミスを犯した際に助けられたり、ギルドマスターになるための推薦状を書いてもらったりした経緯から、自分より年下であるはずのミレーヌに頭が上がらない。
マラン
シーリンの街の商業ギルドの職員。サルバード家失脚以降のシーリンにおいて、ローコチを支える優秀な職員。
ミゲール
リーデントに雇われ、盗賊への指示役として働いていた男。リーデントにはこの仕事をうまくこなせば店を任せてもいいと言われていたが、それは嘘で、いずれ切り捨てられる予定だった。ユナたちに捕らえられたのち、ミレーヌの交渉に応じる形でリーデントを裏切る。のちに、ローコチの口添えで商人見習いとして働くことになる。
ガジュルド・サルバード
声 - 間宮康弘
サルバード家当主。ユナやクリフからは「ガマガエル」や「ヒキガエル」と揶揄されている悪徳貴族。息子のランドルがミサを誘拐したことが原因で、本人もまた数えきれないほどの罪を犯していたことが露見し、爵位はく奪の上、死刑になる。
ランドル・サルバード
声 - 井上雄貴
サルバード家当主の息子。甘やかされて育ったため、非常に頭が悪く何でも自分の思い通りになると思っており、親のガジュルドですら手を焼いている。ミサを攫ったことでユナの逆鱗に触れ、くまパンチ一発でノックアウトされる。お家取り潰しの後にローランド家の領地に使用人として引き取られる。
ブラッド
声 - 平川大輔
サルバード家の護衛。元ランクC上位の冒険者だったが、素行の悪さゆえ問題児とされていた。黒いマントを羽織り、黒づくめの格好をしている。接近戦ではナイフ、中距離・遠距離では魔法主体で戦う。ミサを攫い、フィナとノアを傷つけたことでユナの逆鱗に触れ、自身の攻撃が何も通じずくまパンチ一発でノックアウトされる。誘拐の罪で逮捕。現在、余罪も合わせて取り調べ中。
リーデント
シーリンの街の商人。年齢は30代後半程度。元々はサルバード家に取り入ることにより甘い汁を吸っていたが、サルバード家が失脚してからは商売に影が差すようになる。その後、落伍の末に盗賊稼業に手を出し、ユナやミレーヌの手によって捕らえられる。保身のためなら部下を平気で切り捨てるなど、救いようのない小悪党。

### ラルーズの街の住人たち
レトベール
ラルーズの街の大商人。王都にも支店がある。孫娘のアルカを猫可愛がりしており、アルカが一目見て気に入った「くまさんと少女」という絵本を、様々な伝手を使って探していた。絵本を譲ってくれたお礼として、ユナに家を一軒プレゼントする。
アルカ
レトベールの孫娘。ユナから「くまさんと少女シリーズ」の絵本をプレゼントされる。くまゆるぬいぐるみを持っている。
セフル
アルカの母親。レトベールの息子の嫁。王都に実家がある。
ロディス
レトベールに仕える御者。
ミランダ
ラルーズの街の冒険者。パーティーのリーダー。女性。お金がなくて困っていたルイミンに声をかけ、仕事を与えた。自らの失敗によって出した損失を埋めるため、大切な腕輪を売っていなくなったルイミンのために、お金を貯めて腕輪を買い戻しておいてあげようとするなど、かなりのお人よし。
エリエール
ミランダパーティーのメンバー。女性。可愛い女の子が好き。
シャーラ
ミランダパーティーのメンバー。魔法使いの女性。
ドグルード
ラルーズの街の商人。ルイミンのミスによって、レトベールに売るはずの絵画を破られてしまう。ルイミンの腕輪を買い取り、預かっていたが、腕輪の加護を知ったレトベールに売るように迫られ、代わりの絵を準備していたものの届かず困っていた時に、ちょうど店に来たユナに助けられ無事に代わりの絵をレトベールに売ることに成功し、腕輪は同行していたサーシャに買い取られ事なきを得る。
ルット
ドグルードの店の従業員。

### エルフの里の住人たち
ルイミン
エルフ。サーニャの妹。薄緑の髪の色をしている。ランクEの冒険者。やや（というか、かなり）おっちょこちょいな部分があるが、困難や危機にも屈しない気力や勇気を持つ。姉であるサーニャと同じように召喚鳥を呼び出せるが、術者であるルイミン自身の魔力がまだまだ少ないため、雛鳥ほどの大きさ。ユナを通じてフィナやサクラと知り合い、友人となる。ユナの秘密を誰かに話すと（笑い）死んでしまう契約魔法を結んでいる。「クマの転移門」の存在を知る人物のうちの一人。「クマの水上歩行」を知る人物のうちの一人。くまゆるぬいぐるみとくまきゅうぬいぐるみを持っている。クマフォンを持っている。
ムムルート
エルフ。サーニャとルイミンとルッカの祖父。タリアの父。エルフの里の長。数百年（数千年?）という長い時を生きているが、エルフゆえ、人間基準でいうと40代くらいにしか見えない。若いころは世界中を旅していたらしく、現デゼルトの街でピラミッドの迷宮を攻略したり、和の国で大蛇の封印に手を貸したりといった偉業を為した実力者だった模様。昔のことはあまり覚えていないらしく、ユナに話を聞かれてからようやくそのことを思い出す、といったケースが多い。ユナの秘密を誰かに話すと（笑い）死んでしまう契約魔法を結んでいる。「クマの転移門」の存在を知る人物のうちの一人。
タリア
エルフ。サーニャとルイミンとルッカの母親だが、エルフゆえ若く、姉妹にしか見えない。おっとりしていて、お茶目な性格。
アルトゥル
エルフ。サーニャとルイミンとルッカの父親。見た目は20代前半程度の細身の男性。
ルッカ
エルフ。サーニャとルイミンの弟。8歳（Web版では9歳）。ユナと共に里帰りするまで、サーニャには一度も会ったことがなかった。
ベーナ
エルフ。サーニャとルイミンの祖母。タリアの母。
ラビラタ
エルフ。男性。サーニャの婚約者。ユナの実力を高く買っている。

### カルスの町の住人たち
ドラン
カルスの町の冒険者。口は悪いが、町の冒険者のために見回りをするなど、いいひと。ブリッツパーティーと面識がある。

### デゼルトの街の住人たち
カリーナ・イシュリート
デゼルトの街の領主の娘。10歳。赤みがかった髪の色をしている。ムムルートいわく、先祖であるシアン譲りの色合いらしい。街の水不足問題を解決するためにピラミッドに潜った際、イシュリート家に代々伝わる大切な水晶版（ピラミッド内部の地図）を失くしてしまう。水不足によって街を出て行く住人が出始め、罪の意識で沈み込んでいたところにユナと出会い、再びピラミッドに潜ることに。ユナやジェイドたちの協力を得て無事水晶版を回収し、ユナが持ってきた水の魔石によって、街の水不足問題も解決を見た。ピラミッドの周囲や内部に出現する魔物の存在に恐れを抱きながらも、自らの失敗を取り戻すためにピラミッドへの同行を願いでるなど、責任感が強く優しい女の子。「くまゆるぬいぐるみ」と「くまきゅうぬいぐるみ」を持っている。
バーリマ・イシュリート
デゼルトの街の領主。カリーナの父親。入り婿であり、街の創設者の血は引いていないため、イシュリート家に代々伝わる水晶版を使うことはできない。
リスティル・イシュリート
カリーナの母親。街の創設者の血を引いている。
ノーリス・イシュリート
カリーナの弟。3歳。
イシュリート家次男(本文中に本名記載無し)
カリーナの弟。0歳。ユナが初めてデゼルトの街を訪れた際には、まだ産まれていなかった。ユナがフィナの誕生日プレゼントとして世界中を（クマの転移門で）旅した際にデゼルトの街を訪れ、そこではじめてくまさんと出会う。くまゆるぬいぐるみとくまきゅうぬいぐるみを持っている。
ラサ
カリーナのお世話係。女性。褐色の肌を持つ。プリンのレシピと交換で、ユナにカレー用のスパイスの調合を教える。

### ルドニークの街の住人たち
ロージナ
ドワーフ。ルドニークの街の鍛冶屋。ゴルドとガザルの師匠。鍛冶の街ルドニークにおいても三本の指に入ると言われるほどの職人。優秀な弟子であるゴルドとガザルが街を出て行ってからはやる気をなくしていたが、ユナが扱う「くまゆるナイフ・くまきゅうナイフ」を見て職人魂を刺激され、再び武器を打ち始める。
ウィオラ
ドワーフ。ロージナの奥さん。
クセロ
ドワーフ。ルドニークの街の鍛冶屋。ジェイドたちが武器を作る際に、よくお世話になっている。
タロトバ
ドワーフ。ルドニークの街の鍛冶ギルドのギルドマスター。ユナが「試しの門」に挑戦できるよう取り計らう。
ファム
ルドニークの街の商業ギルドの受付嬢。ドワーフ（Web版では人族）の女性。ユナがルドニークの街で家を購入する際に手続きをした。

### 和の国の住人たち
シノブ
和の国の女の子。15歳くらい。冒険者で、若くしてランクCになった天才。その実力ゆえに、和の国の女子からは同性ながら高い人気がある。「〜っす」という口調で話す。明言はされていないが、忍者と思われる言動が多い。「ハヤテマル」という召喚馬と「ピースケ」と言う伝書鳥を持っている。サクラからの命で、目的を隠したままユナと接触する。単身でワイバーンと戦えるほどの実力があるが、ユナという反則級の存在を知ったことで、自分はまだまだだと思うようになる。ユナの秘密を誰かに話すと（笑い）死んでしまう契約魔法を結んでいる。「クマの転移門」の存在を知る人物のうちの一人。「クマの水上歩行」を知る人物のうちの一人。
サクラ
和の国で巫女職にある10歳の女の子。予知夢を見ることが出来る。母親が和の国の元王女で、国王の姪ではあるがサクラ自身は王族外の立場。数百年前にリーネスの島に封印された巨大な魔物「大蛇（おろち）」が復活し、和の国を滅ぼすという予知夢を見てしまい、その未来を変えるべく奔走・苦悩する。その夢の中で見た〝獣の形をした光〟こそが、この国を救う唯一の希望であると確信し、その存在と接触すべく手段を模索する。国王にも協力を仰ぎ、様々な方法での失敗の末に和の国の女性の中でも高い実力を持つシノブにその〝希望の光〟に接触する役を託したところ、ようやく成功。その後、紆余曲折を経た末に無事、〝獣の形をした希望の光〟であるところのユナとの邂逅を果たし、ユナから感じる温かいオーラに触れたことで、涙を流した。ユナの秘密を誰かに話すと（笑い）死んでしまう契約魔法を結んでいる。「クマの転移門」の存在を知る人物のうちの一人。「クマの水上歩行」を知る人物のうちの一人。くまゆるぬいぐるみとくまきゅうぬいぐるみを持っている。クマフォンを持っている。
カガリ
数百年を生きる妖狐。長年、リーネスにある大蛇封印の結界を管理してきた。長い時を生きているだけに知識は豊富で思慮も深いが、ユナ（もしくはユナを慕う女の子たち）に「クマよりもキツネの方が可愛い」と主張するなど、子供っぽい部分もある。元は妖艶な大人の女性の姿だったが、大蛇との闘いで魔力を消耗した後遺症で、現在は6歳ほどの女の子の姿になってしまっている(短時間なら大人の姿に戻って力を振るえる程度には回復)。平時は人の姿だが、完全な狐の姿にもなれる。魔力が万全の際には尻尾が9本あるが、魔力が足りないとその数が減る。大蛇との決戦にて元々住んでいた家が戦いの余波で潰れてしまうという悲劇に見舞われたため、現在は、ユナの別荘である和の国のお屋敷に、管理人兼居候として住まわせてもらっている。お酒が大好物だが、現在見た目幼女なため、非常に犯罪的な絵面となっている。数百年前の大蛇封印の際に共闘したという経緯からムムルートに深い信頼を抱いており、サクラの成長を見守った後は和の国を離れ、ムムルートの暮らすエルフの里へと移住しようと考えている。過去にタールグイを訪れたことがあり、クリュナとも何らかの関わりがある模様。現状、登場人物の中ではユナに次ぐ高い実力の持ち主。ユナの秘密を誰かに話すと（笑い）死んでしまう契約魔法を結んでいる。「クマの転移門」の存在を知る人物のうちの一人。「クマの水上歩行」を知る人物のうちの一人。クマフォンを持っている。
スオウ
和の国の国王。サクラの伯父。和の国を救ってくれたユナに、お礼として温泉付きのお屋敷を与える。ユナの秘密を誰かに話すと（笑い）死んでしまう契約魔法を結んでいる。「クマの転移門」の存在を知る人物のうちの一人。「クマの水上歩行」を知る人物のうちの一人。
ジュウベイ
シノブの師匠。30歳前後の男性。普段は眼帯をつけており、本気で戦う際には外す。剣と魔法を両方扱う、和の国屈指の実力者。「クマの水上歩行」を知る人物のうちの一人。
スズラン
カガリの世話係。
コノハ
和の国・ジュベルの街の温泉宿の娘。ユナと同じくらいの年齢。

### ユーファリアの街の住人たち
セレイユ・フォーリンス
ユーファリアの街の領主の娘。学生。15歳→16歳。剣と魔法の両方が得意。やや思い込みが強く、自分の意向・善意を押し付けるきらいがある。幼少からの血のにじむような訓練により、同世代では頭一つ抜きんでた実力を持つ（ユナやシノブを除く）。5歳のときに、自分の目の前で母親を殺される。その際、犯人に「10年後に再び現れる」という予告を受け、それ以来、その時のためにひたすら鍛錬を積んできた。10年後、予告通りにその男が現れ、セレイユを自分のものにしようとしたが、ユナの協力もあって、最終的にはその男を無事に打倒する。16歳の誕生日には、無事に誕生日を迎えられたことで緊張の糸が切れ、涙を流した。自分を救ってくれた王子様であるユナに、友人以上の感情を抱いている節がある。
キース・フォーリンス
ユーファリアの街の領主の息子。セレイユの弟。
フォーリンス家当主 (本文中に本名記載なし)
ユーファリアの街の領主。セレイユの父。妻のシューリアより3つ年上。
シューリア・フォーリンス
故人。セレイユの母親。学生時代からシューリアのことを想っていたストーカーに、嫉妬と独占欲の末に殺される。
コレット
フォーリンス家のメイド。
エリザ
ユーファリアの街の学生。王都の学園との交流会において代表選手の一人に選ばれる。団体戦においてはセレイユと協力してユナと戦った。土魔法が得意。
シューリア及びセレイユのストーカー (本文中に本名記載なし)
歪んだ独占欲の末にシューリアを殺し、その後は、シューリアに似ているセレイユを付け狙っていた。かつてシューリアと同じ学園の生徒だったと思われる。偶然知り合ったグルザムと共に、魔物を操る方法について研究していた。キースを人質にとる事によってセレイユを言いなりにしようとしたが、例によって例のごとく、ユナの参入によってその陰謀を阻まれる。最期は計画の失敗を悟り、あえてセレイユの攻撃を誘うことで自身の体を貫かせ、想い人の面影を残す女性の手で、その命を終わらせた。

### ガレッタの街の住人たち
ミア
『冒険家』を名乗る少女。高校生くらい。髪を後ろで結んでいる。胸は小ぶり。初対面の相手にも偉そうな態度を取るが、根は優しいツンデレっ娘。思慮が浅く、短絡的な結論に達することが多い。ミア一人ではその結論を精査する事すらなく即行動に移すため、失敗も多い。すぐ調子に乗る。控え目に言っても頭が弱いタイプ（=バカ）だが、そのくせ疑い深く、なかなか人を信じないという面倒な性格。お宝を求めてヘシュラーグに冒険にやって来ていた。祖父の代から代々冒険家の家系だが、祖父は数年前に死亡、両親は行方不明のため、現在、マリンとシオンという二人の妹と祖母と共に暮らしている。祖父から貰った弓矢の魔道具を持っており、その腕前は一流。
キャロル
『冒険家』を名乗る少女。高校生くらい。ミアの幼なじみ。胸は大きい。大人しい性格で、暴走気味のミアのストッパー的な役割。お宝を求めてヘシュラーグに冒険にやって来ていた。

### ヘシュラーグの町の住人たち
ガビー
故人。魔道具研究者。かつてヘシュラーグにてスライムを制御するための魔道具の研究をしていたが、失敗。暴走したスライムによって町の住人の大半が呑み込まれた。クリュナの残した魔道具によってどうにかスライムの活動を停止させ、その魔道具を守護するための甲冑騎士を生み出した。その後、力尽き、研究室のベッドで眠るように息を引き取る。

### その他の村の住人たち
カイ
声 - 松田利冴
コケッコウの村の住人。ブラックバイパーから村を救うため単身クリモニアの街まで助けを求めにやってきた、勇気ある少年。クリモニアの孤児院経営のためのコケッコウ調達を手伝う。
ガッソ
声 - 手塚ヒロミチ
コケッコウの村の住人。カイの父親。
ズン
声 - 加藤将之
コケッコウの村の村長。村をブラックバイパーから救ってくれたユナのために、コケッコウとその卵を差し出す。
ブランダ
クリモニアの街の近くにある村で暮らす猟師。村の近くに現れるヌシ（巨大な猪）をユナに退治してもらい、感謝している。
マリ
ブランダの妻。ユナと出会った当初は妊娠中だったが、のちに無事男の子を出産。
ユーク
ブランダとマリの息子。0歳。最近産まれたばかり。ユナから貰ったタイガーウルフの毛皮がお気に入り。
ザモール
王都でジャガイモを売っていた男性。ユナが定期的に大量のジャガイモを購入する契約をしたことで、大口の客を手に入れる。アニメ版では、ザモールの代わりに女性が売っていた。
チーズの村の村長
本名は不明。王都でチーズを売っていたところ、ユナが定期的に大量のチーズを購入する契約をしたことで、大口の客を手に入れる。
オグル
チーズの村の村長の息子。
カボス
声 - 鷲見昂大
シアたちが課外授業で訪れた村の村長。村の近くに現れるようになったゴブリンに悩まされていた。
ガラン
シアたちが課外授業で訪れた村の住人。

### 冒険者（拠点なし）
ジェイド
声 - 大野智敬
ランクCの冒険者。パーティーのリーダー。剣士で、ミスリルの剣を所有している。大人。人格者で、個性の強いパーティーメンバーをうまくまとめている頼りになる男性。クリモニアや王都、デゼルトなど、様々な土地で活動している。ユナの実力を認めており、自分よりも強いとはっきり公言している。
メル
声 - 宮島えみ
ランクCの冒険者。女性。ジェイドパーティーのメンバー。魔法使い。明るく社交的なムードメーカー。魔法使いらしく、とんがり帽子とマントを身に着けている。
セニア
声 - 山根綺
ランクCの冒険者。ショートカットの女性。ジェイドパーティーのメンバー。ナイフ使い。ミスリルのナイフを所有している。基本的に無表情。毒舌だが、その対象となるのは主にトウヤだけ。
トウヤ
声 - 手塚ヒロミチ
ランクCの冒険者。男性。ジェイドパーティーのメンバー。剣士。長らくミスリルの剣を欲しがっていたが、ルドニークの街でクセロの試験に無事（?）合格し、ようやく念願のミスリルの剣を手に入れた。お笑い担当のお調子者だが、実は努力家。ルドニークの街で助けられてからくまゆるとくまきゅうがお気に入りだが、そのことを恥ずかしがっていて、自分ではそうと認めていない。
ブリッツ
ランクCの冒険者。パーティーのリーダー。25歳くらいのイケメン剣士。綺麗な女性ばかりを連れていることから、よく「ハーレムパーティー」と揶揄される。正義感にあふれ、ミリーラの街がピンチだったときも、自ら進んで盗賊討伐へと赴いた。
ローザ
ランクCの冒険者。20歳過ぎの女性。ブリッツパーティーのメンバー。魔法使い。パーティーの実質的な仕切り役。くまきゅうぬいぐるみを持っている。Web版では、初期は「トメア」という名前だった。
ラン
ランクCの冒険者（Web版ではランクDという表記もある）。18歳くらいの女の子。ブリッツパーティーのメンバー。魔法使い。くまゆるぬいぐるみを持っている。
グリモス
ランクCの冒険者。（Web版ではランクDという表記もある）。ブリッツパーティーのメンバー。大剣使いの女性剣士。色黒で長身。無口で武骨だが、優しい性格。
ウラガン
ランクDの冒険者。パーティーのリーダー。デゼルトの街でユナと出会い、一緒に仕事をする。その際、ユナから大きなスコルピオンの甲殻の一部を貰い受け、その甲殻を使った防具を作る。防具の質が向上したためか仕事もうまくいっているらしく（黒虎〈ブラックタイガー〉の討伐に成功する等）、もうすぐランクCに上がれる見込み。
バカレンジャー
鉱山で遭遇したパーティ。それぞれ全身を一色で統一した装備を身に着けていることと自分の外見を馬鹿にした反感から、バカレンジャーとユナが勝手に命名した。
バーボルド
声 - 浦和希
ランクCの冒険者。大剣使いの男性。バカレンジャーのリーダーで、通称「バカレンジャーレッド」。髪の毛と防具が赤いことから、ユナが命名した。ユナやジェイドたちと一緒に、鉱山のゴーレム問題の解決に当たった。
外見で人を見下すなど性格に難はあるが、実力は確か。
ミスリルゴーレム討伐後もユナを見下し続けてユナの怒りを買い、電撃魔法で感電させられる（一瞬だったため周囲の人間は気づかなかった）。
バカレンジャーブルー
本名は不明。ランクCの冒険者。バーボルドパーティーのメンバーで槍使いの細身の男性。髪の毛と防具が青いことから、ユナが命名した。
バカレンジャーグリーン
声 - 鷲見昂大
本名は不明。ランクCの冒険者。バーボルドパーティーのメンバーでハンマー使いの大柄な男性。髪の毛と防具が緑色であることから、ユナが命名した。
バカレンジャーブラック
本名は不明。ランクCの冒険者。バーボルドパーティーのメンバーで魔法使いの男性。髪の毛と防具が黒いことから、ユナが命名した。
無口で殆ど喋らない。
バカレンジャーホワイト
本名は不明。ランクCの冒険者。バーボルドパーティーのメンバーで30歳くらいのヒーラーの女性。白いマントを装備していることから、ユナが命名した。
シアン
冒険者。故人。ムムルートの冒険者時代の仲間。魔法使いの女性。行動的で、興味を持ったことにはなんにでも首をつっこむ性分。現デゼルトの街にあるピラミッドの迷宮を攻略したのち、そこに発生した街に居つき、街の発展に貢献した。カリーナの先祖。カリーナの赤みがかった髪の色は彼女の遺伝。ピラミッドの水晶板の第一発見者で、水晶板を扱えるのは彼女と、その血を引く者だけ。
クアト
冒険者。故人。ムムルートの冒険者時代の仲間。剣士。シアンの夫で、尻に敷かれていた。現デゼルトの街にあるピラミッドの迷宮を攻略したのち、そこに発生した街に居つき、街の発展に貢献した。カリーナの先祖。
コディルコ
冒険者。故人。ドワーフ。ムムルートの冒険者時代の仲間。罠の解除が得意。
クリュナ=ハルク
ランクAの冒険者にして冒険家。世界の各地を旅し、様々な発見をしている。活動していた時期及び、現在も生きているかは不明。

### 盗賊（拠点なし）
グリード
偽名のため、本名は不明。盗賊のまとめ役。リーデントに雇われ、クリモニアとシーリンの間にある山で、近くを通る馬車の積み荷を奪っていた。ブラッディベアーとしてのユナのことを知っており、ユナが自分たちを捕えに来た際には、迅速に逃げの手を打った切れ者。

### 現実世界
ユナの祖父
本名は不明。大企業の社長を務めている。極めて出来の悪い三男の一人娘であるがために、親戚からも疎まれている優奈（ユナ）の唯一の味方でもある。
ユナの優れた商才や頭脳を見抜いており、自分の会社は長男一家よりも彼女に継がせたいとすら考えるほどに評価・溺愛している。未成年のユナが一人暮らしする上でマンションの連帯保証人を担っているが、アニメではこれを種に「会いに来なければ保証人を辞める」とユナを強請る強かさも見せている。

## 魔物
ウルフ
下級の魔物。グレーの体毛が生えた狼のような魔物。肉は食用、他に毛皮も魔石も利用でき、初心者でもそれほど苦労せずに倒せるという一石四鳥の美味しい獲物。数が多いため、冒険者ギルドでは、ウルフの討伐は常設依頼として扱われている。
スノーウルフ
ウルフ系の魔物。雪山に棲む。白い体毛が生えている。倒すと氷の魔石が手に入る。
サンドウルフ
ウルフ系の魔物。砂漠地方に棲む。赤茶色の体毛が生えている。
タイガーウルフ
ウルフの上位個体である中級の魔物。ウルフより大きく、しかも素早い。ユナは｢虎？狼？｣と名前について突っ込んでいたが、虎の体色を持った狼、といった外見である。
黒虎（ブラックタイガー）
タイガーウルフの上位個体である中級以上の魔物。名前には無いが、ウルフ系に分類される。真っ黒い毛並みで、鋭い爪と大きな牙を持つ。皮膚も硬く鉄のナイフでは歯が立たない。また多数のウルフを取り巻きとして従えている。
ゴブリン
下級の魔物。小鬼。放っておくと勝手にどんどん増えるため、冒険者ギルドにおいても、ゴブリン討伐は常設依頼として扱われている。ウルフ同様に初心者でも倒せる魔物で、経験を積むにはうってつけ。ただし、魔石ぐらいしか売れる素材が無いため、不人気依頼となっている。
ゴブリンキング
ゴブリンの上位個体。サイズ、パワー、スピード、知能、全てにおいて通常のゴブリンを大きく上回る。とりわけ強力な個体になると、「ゴブリン王の剣」（普通の剣が、ゴブリンキング自身の魔力が流れ込んだことによって変質したもの）という武器を持っていることがある。
オーク
下級上位の魔物。二足歩行の豚のような魔物。
レッドオーク
中級下位の魔物。オークの上位版。
ビッグボア
イノシシの魔物。クマのような巨体を持つ。頭部に角があり、攻撃の際には魔力が集まって赤く発光する。赤くなった角を切り落とすとそのままの状態で残り、貴重な素材として高値で取引される。
クラーケン
巨大なイカの魔物。海に棲み、サイズは数十メートルから数百メートルまである（ただし、子供の頃は数メートル程と小さい）。弱点は火と雷だが、水中では火属性の魔法は効果が半減し、雷属性の魔法はうかつに使うと水で感電し味方を巻き込んでしまうため、非常に倒しにくい面倒な相手。倒すと水の魔石が手に入る。
ワーム
ミミズの魔物。皮膚を攻撃すると悪臭のする液体をばらまく。大きい個体になると最大級のブラックバイパーをも上回り、高い回復力や、巨体に似合わない俊敏性を誇る。雑食で人間を一口で食べるほどのサイズのものもいるが、大きな個体は珍味として扱われることがあり、逆に人間に食べられるという皮肉な末路をたどることも。倒すと土の魔石が手に入る。
サンドワーム
ワーム系の魔物。砂漠地方に棲み、普段は砂の中に潜んでいる。通常のワーム同様、巨大な個体も存在する。
イエティ
全身を毛におおわれた雪男の魔物。雪山に生息している。気性は大人しく自分からは攻撃してこない。
スノーダルマ
氷の魔石に雪が集まって魔物化したもの。見た目は手足のある雪だるま。体当たりか、口から吐く吹雪が攻撃手段。体は単なる雪の塊であるため物理攻撃は効かず、火属性の魔法で攻撃するなどしなければ倒せない。
ゴーレム系
土ゴーレム
全身が土で形成された巨人の魔物。大きさは2〜3メートルほど。体内の魔石を破壊するか取り除く、もしくは魔力が尽きるまで体を壊し続ければ倒せる。
岩石ゴーレム
全身が石や岩で形成されたゴーレム。自身の体の一部である石を高速で飛ばしてくる。倒し方は土ゴーレムと同様だが、土ゴーレムよりも頑丈。
アイアンゴーレム
全身が鉄で形成された巨人の魔物。倒し方は土ゴーレム・岩石ゴーレムと同様だが、鉄で形成されているだけあってかなり頑丈なため、強力な魔法かミスリルの武器で攻撃するなどしなければ倒せない。
ミスリルゴーレム
希少鉱石であるミスリルで形成された巨人の魔物。他のゴーレムとは違い全身全てがミスリルでできているわけでは無く、ミスリルの部分は表面だけで中身の大半はアイアンゴーレムと同じく鉄というハリボテ状態。ただしミスリルを纏っているだけあって、通常のアイアンゴーレムよりさらに硬く手ごわい。
鉱山内の空洞で眠っていたが、鉱夫たちに発掘されたことで活動を開始。多数のゴーレムを従えて鉱山を占拠した。
ヴォルガラス
赤い嘴を持つ鳥の魔物。鷹よりも一回り大きく、嘴には麻痺毒がある。
コカトリス
巨大な鳥の魔物。鶏のようなトサカがあり、蛇のように細く長い尻尾を持つ。
ワイバーン
下級のドラゴン。空を飛び、滑空しながら襲ってくる。
ラガルート
トカゲのような魔物。気性は大人しく人間に害を与えることはない。砂漠地方に生息し、移動用の乗り物として人に飼われているものもいる。
オオスズメバチ
虫の魔物。平均的な個体でも大きめの鳥ほどのサイズを誇り、個体によってはクマほどの大きさになる。
スコルピオン
サソリの魔物。砂漠地方に棲み、普段は砂の中に潜んでいる。通常個体でもウルフほどの大きさがあるが、特殊な個体になると甲殻が黒くなり、胴体だけで数十メートルというサイズになる。どちらの個体も水が苦手。
カマイタチ
イタチの魔物。和の国に生息している。鋭い爪を持ち、振るう事で風の刃を飛ばせる。かなり動きが素早く目で追う事すら難しい。稀に銀色の特殊個体が現れることがあり、こちらは普通以上に素早く感覚も鋭い。さらに爪による攻撃は安物の鉄の鎧ぐらいなら切り裂くほどに強力。
ブラックバイパー
黒い蛇のような魔物。大きいものは100メートル（Web版では10メートル）以上のサイズになり、人間を丸呑みにするほど。
テレビアニメ版1期では時系列が前後したことで出番が大きく前倒しされ、放送上最初にユナに倒される魔物となった。
大蛇（おろち）
四つの首を持つ、巨大な蛇の魔物。首はそれぞれ、火・水・風・土の魔法を司っている。数百年にわたり、和の国のリーネスという島に封印されていた。国をひとつ滅ぼしかねないほどの、非常に強力かつ危険な魔物。
スライム
半液体状の魔物。基本的に虫や葉っぱを食べるくらいの無害な生物で、また、弱点の魔石もその透き通る体ゆえに外から丸見えなので最弱の魔物とも言われている。が、稀にお互いにくっつき、大きくなることがある。場合によっては街一つを覆う程の大きさにもなり、『スライムの洪水』とも呼ぶべき大災害をも引き起こす可能性を秘めている。また、環境に応じて生態を変え、どこででも生きていけるように進化できる、ある意味で最強の魔物。視覚はなく、体内の魔石を利用して対象の位置を把握している。
蜘蛛（スパイダー）
蜘蛛の魔物。大きさはウルフと同じくらい。真っ黒な体と8本を持ち、粘つく糸を出して獲物を拘束する。捕らえた獲物は保存しておき、あとから食べる習性がある。
キングスパイダー
蜘蛛（スパイダー）の上位個体。通常の蜘蛛（スパイダー）より一回り大きく、体の色が赤い。敏捷性、耐久性ともに通常の蜘蛛（スパイダー）を大きく上回り、毒糸や鋼鉄をも貫く脚による攻撃を繰り出す。魔力を使う際、体に金色の冠模様が浮かび上がる。
蚕
現実の蚕と同じく繊維素材の生産に使われる。気性は大人しく、つつかれた程度では反応することは無い。
人間を襲うことは無いがれっきとした魔物であり、現実の蚕と比較するとかなり大きく、人間を超える大きさを持つ。

## 地名

### エルファニカ王国
クリモニアの街
ユナやフィナたちの暮らす街。王都からは結構な距離があり、フォシュローゼ家が治めている。ユナが異世界に来て最初に到着した場所。元々繁栄していた上にミリーラの海と繋がったことで、更なる発展が見込まれている。「クマの転移門」設置済み。
コケッコウの村（仮称）
正式名称は不明。カイの暮らす村。村の近くの崖下に「クマの転移門」設置済み
王都
エルファニカ王国の首都。王族の他、シアやエレローラが暮らしている。「クマの転移門」設置済み。
ミリーラの町
クリモニアの街からエレゼント山脈を越えた先にある海の町。以前はどの国にも属していない自治区だったが、クラーケンの騒動をきっかけに、エルファニカ王国に属することとなった。船を使って和の国と交易を行っている。ユナがエレゼント山脈にトンネルを掘ったことで、クリモニアの街との交流が盛んとなった。「クマの転移門」設置済み。アニメ版では、和の国との交易による影響か、和食や箸を使っての食事が普及している。
シーリンの街
ミサたちの暮らす街。ファーレングラム家が治めている。以前はファーレングラム家とサルバード家が共同で治めていたが、サルバード家の方はガジュルドやランゼルの悪事が露見したことにより爵位はく奪の上、追放となった。
ラルーズの街
エルファニカ王国とソルゾナーク国との国境の役割を果たす、大きな川が流れている街。「クマの転移門」設置済み。
カルスの町
砂漠に行く手前にある町。町の近くの岩山に「クマの転移門」設置済み。
ユーファリアの街
セレイユの暮らす街。フォーリンス家が治めている。街の中心に湖がある。
エレゼント山脈
クリモニアの街とミリーラの町の間にある大山脈。頂上付近には雪が積もっている。最近、ユナによってクリモニアの街とミリーラの町とをつなぐトンネルが掘られた。

### ソルゾナーク国
エルフの里
ルイミンやムムルートたちの暮らす里。住民は全員エルフ。森の中にあり、結界によって守られている。「クマの転移門」設置済み。
オルバル山
エルフの里近くにある山。

### デゼルトの街
カリーナたちが暮らす砂漠の街。イシュリート家が治めている。エルファニカ王国とトリフォルム王国の間にあり、どの国にも属していない自治区。街の中心に大きな湖があり、オアシスとなっている。百年以上前に、ムムルート一行がピラミッドの迷宮を攻略したことによって生まれた。「クマの転移門」設置済み。

### ルドニークの街
ドワーフの暮らす街。鉱山の麓に作られており、鍛冶業が盛ん。デゼルトの街と同じく、どの国にも属していない一つの自治体。山の頂上に『試しの門』と呼ばれる不思議な門があり、年に一度開く。ルドニークの武器職人の多くはそこで、自分の選んだ冒険者と共に試練に挑み、自分の成長度合いを確かめる。「クマの転移門」設置済み。

### タールグイ
数年に一度、ミリーラの町の近海に現れる『動く島』。その正体は、首長竜のような長く大きな首を持つ『タールグイ』という巨大不明生物。体長はキロメートル単位で表した方が適切なほど、規格外に大きい。背中の上には土や植物があり、様々な花や果物も自生している。「クマの転移門」設置済み。

### 和の国
ジュベルの街
ユナが和の国に来て最初に降り立った街。
テッセラ
和の国の首都。「クマの転移門」設置済み。
リーネスの島
和の国を構成する四つの大きな島の中心にある島。大蛇が封印されており、カガリが結界の管理をしていた。現在は無人。

### ヘシュラーグの町
かつてスライムの研究が行われていた町。研究のための資金調達として様々な魔道具が作られ、『魔道具の町』とまで呼ばれるようになった。スライムを利用した汚水の浄化について研究を進めていたが、失敗。暴走したスライムによって町の住人のほとんどが飲み込まれ、町ごと滅亡した。クリュナの残した魔道具によりスライムの暴走は食い止められたが、その後、現在に至るまで町の地下では大量のスライムが眠り続けていた。「クマの転移門」設置済み。

### ガレッタの街
ヘシュラーグの南に位置する街。ミアとキャロルが暮らしている。

### トリフォルム王国
エルファニカ王国の南に位置し、砂漠を挟んだ先に存在する。エルファニカ王国との関係は良好。

## 既刊一覧

### 小説

#### 単行本
単行本版1巻については、幻となった表紙デザインが存在する。当初編集部から公表されたデザインでは、ユナの服装が「熊のフードがついたパーカー」といった形になっていたが、小説の本来の設定（熊の着ぐるみに近い）と異なるとして読者から多数のクレームが寄せられ、発売直前に異例のデザイン変更が行われた。
| 巻数 | 主婦と生活社   | 主婦と生活社   | 主婦と生活社      | 台湾角川       | 台湾角川          | D&C Media      | D&C Media         | 酷威文化   | 酷威文化          |
| 巻数 | 1刷発行日      | 発売日         | ISBN              | 発売日         | ISBN              | 発売日         | ISBN              | 発売日     | ISBN              |
| ---- | -------------- | -------------- | ----------------- | -------------- | ----------------- | -------------- | ----------------- | ---------- | ----------------- |
| 1    | 2015年6月8日   | 2015年5月29日  | 978-4-391-14691-2 | 2016年9月14日  | 978-986-473-302-6 | 2016年11月10日 | 979-11-278-3068-7 | 2022年11月 | 978-7-5411-6418-7 |
| 2    | 2015年12月7日  | 2015年11月27日 | 978-4-391-14755-1 | 2016年11月21日 | 978-986-473-378-1 | 2017年2月10日  | 979-11-278-4027-3 | 2022年11月 | 978-7-5411-6449-1 |
| 3    | 2016年4月4月   | 2016年3月25日  | 978-4-391-14810-7 | 2017年2月13日  | 978-986-473-517-4 | 2017年6月10日  | 979-11-278-4159-1 | 2023年1月  | 978-7-5411-6529-0 |
| 4    | 2016年8月8月   | 2016年7月29日  | 978-4-391-14811-4 | 2017年5月15日  | 978-986-473-672-0 | 2018年1月10日  | 979-11-278-4333-5 | 2023年5月  | 978-7-5411-6637-2 |
| 5    | 2016年12月5日  | 2016年11月25日 | 978-4-391-14812-1 | 2017年12月6日  | 978-957-853-119-2 | 2018年5月10日  | 979-11-278-4488-2 | 2023年7月  | 978-7-5411-6714-0 |
| 6    | 2017年4月10日  | 2017年3月31日  | 978-4-391-14947-0 | 2018年4月16日  | 978-957-564-134-4 | 2018年10月10日 | 979-11-278-4657-2 | 2023年8月  | 978-7-5411-6637-2 |
| 7    | 2017年8月7日   | 2017年7月28日  | 978-4-391-14948-7 | 2018年10月25日 | 978-957-564-477-2 | 2019年8月10日  | 979-11-278-5170-5 |            |                   |
| 8    | 2018年1月1日   | 2017年12月22日 | 978-4-391-14949-4 | 2019年5月13日  | 978-957-564-916-6 |                |                   |            |                   |
| 9    | 2018年4月9日   | 2018年3月30日  | 978-4-391-15144-2 | 2020年3月9日   | 978-957-743-622-1 |                |                   |            |                   |
| 10   | 2018年8月6日   | 2018年7月27日  | 978-4-391-15145-9 | 2020年6月24日  | 978-957-743-812-6 |                |                   |            |                   |
| 11   | 2018年12月10日 | 2018年11月30日 | 978-4-391-15146-6 | 2020年9月21日  | 978-957-743-959-8 |                |                   |            |                   |
| 11.5 | 2019年2月4日   | 2019年1月25日  | 978-4-391-15278-4 | 2020年11月30日 | 978-986-524-060-8 |                |                   |            |                   |
| 12   | 2019年5月6日   | 2019年4月26日  | 978-4-391-15291-3 | 2020年12月17日 | 978-986-524-124-7 |                |                   |            |                   |
| 13   | 2019年9月9日   | 2019年8月30日  | 978-4-391-15292-0 | 2021年3月10日  | 978-986-524-275-6 |                |                   |            |                   |
| 14   | 2020年1月17日  | 2020年1月7日   | 978-4-391-15293-7 | 2021年5月19日  | 978-986-524-410-1 |                |                   |            |                   |
| 15   | 2020年6月1日   | 2020年5月22日  | 978-4-391-15438-2 | 2022年2月24日  | 978-626-321-210-7 |                |                   |            |                   |
| 16   | 2020年10月5日  | 2020年9月25日  | 978-4-391-15437-5 | 2022年6月27日  | 978-626-321-521-4 |                |                   |            |                   |
| 17   |                | 2021年4月16日  | 978-4-391-15436-8 | 2022年10月24日 | 978-626-321-950-2 |                |                   |            |                   |
| 18   | 2022年1月4日   | 2021年12月25日 | 978-4-391-15701-7 |                |                   |                |                   |            |                   |
| 19   |                | 2022年10月7日  | 978-4-391-15785-7 |                |                   |                |                   |            |                   |
| 20   |                | 2023年8月4日   | 978-4-391-15978-3 |                |                   |                |                   |            |                   |
| 20.5 |                | 2024年5月2日   | 978-4-391-16208-0 |                |                   |                |                   |            |                   |
| 21   |                | 2025年2月7日   | 978-4-391-16328-5 |                |                   |                |                   |            |                   |

#### 文庫
| 巻数 | 主婦と生活社  | 主婦と生活社  | 主婦と生活社      |
| 巻数 | 1刷発行日     | 発売日        | ISBN              |
| ---- | ------------- | ------------- | ----------------- |
| 1    | 2023年2月13日 | 2023年2月3日  | 978-4-391-15919-6 |
| 2    | 2023年2月13日 | 2023年2月3日  | 978-4-391-15920-2 |
| 3    | 2023年2月13日 | 2023年2月3日  | 978-4-391-15921-9 |
| 4    | 2023年3月13日 | 2023年3月3日  | 978-4-391-15922-6 |
| 5    | 2023年2月13日 | 2023年3月3日  | 978-4-391-15923-3 |
| 6    | 2023年4月17日 | 2023年4月7日  | 978-4-391-15982-0 |
| 7    | 2023年5月12日 | 2023年5月2日  | 978-4-391-15983-7 |
| 8    | 2023年6月12日 | 2023年6月2日  | 978-4-391-15984-4 |
| 9    |               | 2023年12月1日 | 978-4-391-16157-1 |
| 10   |               | 2024年5月2日  | 978-4-391-16254-7 |
| 11   |               | 2024年10月4日 | 978-4-391-16388-9 |
| 12   |               | 2025年6月6日  | 978-4-391-16473-2 |

### 漫画
| 巻数 | 主婦と生活社   | 主婦と生活社  | 主婦と生活社      | D&C Media     | D&C Media         |
| 巻数 | 1刷発行日      | 発売日        | ISBN              | 発売日        | ISBN              |
| ---- | -------------- | ------------- | ----------------- | ------------- | ----------------- |
| 1    | 2018年8月6日   | 2018年7月27日 | 978-4-391-15218-0 | 2019年8月10日 | 979-11-278-5172-9 |
| 2    | 2019年3月4日   | 2019年2月22日 | 978-4-391-15289-0 |               |                   |
| 3    | 2019年9月9日   | 2019年8月30日 | 978-4-391-15290-6 |               |                   |
| 4    | 2020年4月6日   | 2020年3月27日 | 978-4-391-15435-1 |               |                   |
| 5    | 2020年10月5日  | 2020年9月25日 | 978-4-391-15434-4 |               |                   |
| 6    | 2021年5月17日  | 2021年5月7日  | 978-4-391-15611-9 |               |                   |
| 7    | 2021年11月15日 | 2021年11月5日 | 978-4-391-15613-3 |               |                   |
| 8    | 2022年6月27日  | 2022年6月17日 | 978-4-391-15776-5 |               |                   |
| 9    | 2022年11月14日 | 2022年11月4日 | 978-4-391-15892-2 |               |                   |
| 10   | 2023年5月12日  | 2023年5月2日  | 978-4-391-15979-0 |               |                   |
| 11   | 2023年12月11日 | 2023年12月1日 | 978-4-391-16131-1 |               |                   |
| 12   | 2024年8月2日   | 2024年8月2日  | 978-4-391-16329-2 |               |                   |
| 13   |                | 2025年6月6日  | 978-4-391-16474-9 |               |                   |

| 巻数 | 主婦と生活社 | 主婦と生活社      |
| 巻数 | 発売日       | ISBN              |
| ---- | ------------ | ----------------- |
| 1    | 2021年5月7日 | 978-4-391-15610-2 |
| 2    | 2022年9月2日 | 978-4-391-15774-1 |

| 巻数 | 主婦と生活社   | 主婦と生活社      |
| 巻数 | 発売日         | ISBN              |
| ---- | -------------- | ----------------- |
| 1    | 2023年6月2日   | 978-4-391-16028-4 |
| 2    | 2024年3月1日   | 978-4-391-16185-4 |
| 3    | 2024年12月20日 | 978-4-391-16418-3 |
| 4    | 2025年8月1日   | 978-4-391-16582-1 |

## テレビアニメ
2020年1月にテレビアニメ化が発表され、第1期は2020年10月から12月までAT-Xほかにて放送された。
第1期第1話は監督の信田とシリーズ構成のあおしまによると、昨今のアニメが日本だけでなく海外でも鑑賞されることを踏まえて、全体を通してどんなアニメかを第1話の段階で多少は見せなければならないと考え、ユナとフィナの出会いだけでは大きな動きがなかったため、クマの着ぐるみがいかにチートかを見せる話にするために時系列を変更し、フィナのいる世界でユナがどう成長するかを明確にするために、テーマ性が変わらない程度に、現実のユナのシーンを挿入したという。
第2期『くまクマ熊ベアーぱーんち！』（くまクマくまベアーぱーんち）は2023年4月から6月までAT-Xほかにて放送された。

### スタッフ
|                               | 第1期                                                               | 第2期                                                               |
| ----------------------------- | ------------------------------------------------------------------- | ------------------------------------------------------------------- |
| 原作                          | くまなの                                                            | くまなの                                                            |
| キャラクター原案              | 029                                                                 | 029                                                                 |
| 監督                          | 信田ユウ                                                            | 信田ユウ                                                            |
| シリーズディレクター          | 石井久志                                                            | 石井久志                                                            |
| シリーズ構成                  | あおしまたかし                                                      | あおしまたかし                                                      |
| キャラクターデザイン          | 中野裕紀                                                            | 中野裕紀                                                            |
| 美術監督                      | 松本浩樹、保木いずみ 加藤浩                                         | 針生勝文                                                            |
| 色彩設計                      | いわみみか。                                                        | いわみみか。                                                        |
| プロップデザイン              | 杉山友美                                                            | 五十子忍                                                            |
| 撮影監督                      | 横山翼                                                              | 佐藤陽一                                                            |
| 編集                          | 新見元希                                                            | 新見元希                                                            |
| 音響監督                      | 森下広人                                                            | 森下広人                                                            |
| 音楽                          | 小森茂生                                                            | 小森茂生                                                            |
| 音楽制作                      | 日本コロムビア                                                      | 日本コロムビア                                                      |
| 音楽プロデューサー            | 澁谷知子                                                            | 澁谷知子                                                            |
| プロデューサー                | 河本紗知、山口純平、谷口博康、礒谷徳知 宮本秀晃、中島保裕、藍谷厚史 | 河本紗知、山口純平、谷口博康、礒谷徳知 宮本秀晃、中島保裕、藍谷厚史 |
| プロデューサー                | 尾形光広、齋藤宙央                                                  | 和田卓治、堀口広太郎                                                |
| アニメーション プロデューサー | 柴田渉、近藤泰介                                                    | 武本浩和                                                            |
| アニメーション制作            | EMTスクエアード                                                     | EMTスクエアード                                                     |
| 製作                          | くまクマ熊ベアー 製作委員会                                         | くまクマ熊ベアーぱーんち！ 製作委員会                               |

### 主題歌
「イツカノキオク」
和氣あず未による第1期オープニングテーマ。作詞・作曲は宮崎まゆ、編曲は高橋修平。
「あのね。」
ユナ（河瀬茉希）による第1期エンディングテーマ。作詞はeNuおよび戸嶋友祐、作曲は戸嶋友祐、編曲は川田瑠夏。
第12話ではユナとフィナ（和氣あず未）による別バージョン「あのね。-loved ones ver.-」が使用された。
「キミトノミライ」
和氣あず未による第2期オープニングテーマ。作詞・作曲は宮崎まゆ、編曲は高橋修平。
「ずっと」
ユナ（河瀬茉希）による第2期エンディングテーマ。作詞・作曲はReNee、編曲はきなみうみ。

### 各話リスト
| 話数                                | サブタイトル               | 脚本                      | 絵コンテ                            | 演出                      | 作画監督 | 総作画監督                | 初放送日                  |                           |                           |                           |                           |                           |                           |                           |                           |                           |                           |                           |                           |                           |                           |                           |                           |                           |
| 第1期『くまクマ熊ベアー』           | 第1期『くまクマ熊ベアー』  | 第1期『くまクマ熊ベアー』 | 第1期『くまクマ熊ベアー』           | 第1期『くまクマ熊ベアー』 | 第1期『くまクマ熊ベアー』                                                                                               | 第1期『くまクマ熊ベアー』 | 第1期『くまクマ熊ベアー』 | 第1期『くまクマ熊ベアー』 | 第1期『くまクマ熊ベアー』 | 第1期『くまクマ熊ベアー』 | 第1期『くまクマ熊ベアー』 | 第1期『くまクマ熊ベアー』 | 第1期『くまクマ熊ベアー』 | 第1期『くまクマ熊ベアー』 | 第1期『くまクマ熊ベアー』 | 第1期『くまクマ熊ベアー』 | 第1期『くまクマ熊ベアー』 | 第1期『くまクマ熊ベアー』 | 第1期『くまクマ熊ベアー』 | 第1期『くまクマ熊ベアー』 | 第1期『くまクマ熊ベアー』 | 第1期『くまクマ熊ベアー』 | 第1期『くまクマ熊ベアー』 | 第1期『くまクマ熊ベアー』 |
| ----------------------------------- | -------------------------- | ------------------------- | ----------------------------------- | ------------------------- | --- | ------------------------- | ------------------------- | ------------------------- | ------------------------- | ------------------------- | ------------------------- | ------------------------- | ------------------------- | ------------------------- | ------------------------- | ------------------------- | ------------------------- | ------------------------- | ------------------------- | ------------------------- | ------------------------- | ------------------------- | ------------------------- | ------------------------- |
| 第1話                               | クマさん、登場             | あおしまたかし            | 東出太                              | 東出太                    | 和田勝之 山内大輔 粉川剛 上田恵理 大野勉 久高司郎                                                                       | 中野裕紀                  | 2020年 10月7日            |                           |                           |                           |                           |                           |                           |                           |                           |                           |                           |                           |                           |                           |                           |                           |                           |                           |
| 第2話                               | クマさん、少女と出会う     | あおしまたかし            | ワタナベシンイチ                    | 高田昌宏                  | 飯飼一幸 西川真人 松下純子 太田悌記 はっとりますみ 藤田正幸                                                             | 杉村苑美 中野裕紀         | 10月14日                  |                           |                           |                           |                           |                           |                           |                           |                           |                           |                           |                           |                           |                           |                           |                           |                           |                           |
| 第3話                               | クマさん、大暴れする       | 鴻野貴光                  | 北村淳一                            | 北村淳一                  | 川添亜希子 森悦史 大高雄太 北村淳一 Kwen Yongsang Song hyunjoo                                                          | 室山祥子                  | 10月21日                  |                           |                           |                           |                           |                           |                           |                           |                           |                           |                           |                           |                           |                           |                           |                           |                           |                           |
| 第4話                               | クマさん、領主に会う       | 朱白あおい                | 石井久志                            | 内野宮晃希                | 野上慎也 HAN HYEON JI 鈴木伸一                                                                                          | 徳川恵梨                  | 10月28日                  |                           |                           |                           |                           |                           |                           |                           |                           |                           |                           |                           |                           |                           |                           |                           |                           |                           |
| 第5話                               | クマさん、鶏（?）を育てる  | あおしまたかし            | 前島健一                            | 小坂春女                  | 大久保歩美 石原彩子 | 谷津美弥子                | 11月4日                   |                           |                           |                           |                           |                           |                           |                           |                           |                           |                           |                           |                           |                           |                           |                           |                           |                           |
| 第6話                               | クマさん、姉妹を見守る     | 藤本冴香                  | 東田夏実                            | 東田夏実                  | 保村成 杉村苑美 太田悌記 Park Yeonghui Min Hyeonsuk Song Hyeonju                                                        | 室山祥子                  | 11月11日                  |                           |                           |                           |                           |                           |                           |                           |                           |                           |                           |                           |                           |                           |                           |                           |                           |                           |
| 第7話                               | クマさん、王都に行く       | 鴻野貴光                  | ワタナベシンイチ                    | 内野宮晃希                | 野上慎也 永井泰平 桝井一平 那須野文 鈴木伸一                                                                            | 徳川恵梨                  | 11月18日                  |                           |                           |                           |                           |                           |                           |                           |                           |                           |                           |                           |                           |                           |                           |                           |                           |                           |
| 第8話                               | クマさん、無双する         | 朱白あおい                | 島津裕行                            | 高田昌宏                  | 杉村苑美 西川真人 久高司郎 保村成 冨田泰弘 Kim Dahui Min Hyeonsuk Park Yeonghui Ahn Hyojeong Lee Seongjae               | 杉村苑美                  | 11月25日                  |                           |                           |                           |                           |                           |                           |                           |                           |                           |                           |                           |                           |                           |                           |                           |                           |                           |
| 第9話                               | クマさん、お店を開く       | 鴻野貴光                  | 清水聡                              | 小坂春女                  | 石原彩子 大久保歩美 | 室山祥子                  | 12月2日                   |                           |                           |                           |                           |                           |                           |                           |                           |                           |                           |                           |                           |                           |                           |                           |                           |                           |
| 第10話                              | クマさん、海へ行く         | あおしまたかし            | 石井久志                            | 熊野千尋                  | 野上慎也 永井泰平 桝井一平 清水恵蔵                                                                                     | 徳川恵梨                  | 12月9日                   |                           |                           |                           |                           |                           |                           |                           |                           |                           |                           |                           |                           |                           |                           |                           |                           |                           |
| 第11話                              | クマさん、烏賊（?）と戦う  | 朱白あおい                | 芋窪久                              | 芋窪久                    | 保村成 太田悌記 杉村苑美 Nyki Ikyn はっとりますみ 西川真人 久高司郎 Park Yeonghui Lee Seongjae An Hyojeong Min Hyeonsuk | 杉村苑美 室山祥子         | 12月16日                  |                           |                           |                           |                           |                           |                           |                           |                           |                           |                           |                           |                           |                           |                           |                           |                           |                           |
| 第12話                              | クマさんとフィナ           | あおしまたかし            | 信田ユウ                            | 北村淳一                  | 岡田由起子 北村淳一 保村成 川添亜希子 瀧澤茉夕 藤田正幸 上田恵理 南原孝衣子 Nyki Ikyn 馮永旭 和田勝之 大野勉            | 杉村苑美 中野裕紀         | 12月23日                  |                           |                           |                           |                           |                           |                           |                           |                           |                           |                           |                           |                           |                           |                           |                           |                           |                           |
| 第2期『くまクマ熊ベアーぱーんち！』 |                            |                           |                                     |                           | |                           |                           |                           |                           |                           |                           |                           |                           |                           |                           |                           |                           |                           |                           |                           |                           |                           |                           |                           |
| 第1話                               | 帰ってきたクマさん         | あおしまたかし            | 信田ユウ                            | 小坂春女                  | 青木伸一 上田恵理 中野裕紀 大野勉 大原大 岡田由起子                                                                     | 中野裕紀                  | 2023年 4月3日             |                           |                           |                           |                           |                           |                           |                           |                           |                           |                           |                           |                           |                           |                           |                           |                           |                           |
| 第2話                               | クマさん、学生を見守る     | あおしまたかし            | 石井久志                            | 石井久志                  | 上田恵理 青木伸一 岡田由起子 畠山佳苗 中野裕紀 杉村苑美 飯飼一幸                                                        | 五十子忍                  | 4月10日                   |                           |                           |                           |                           |                           |                           |                           |                           |                           |                           |                           |                           |                           |                           |                           |                           |                           |
| 第3話                               | クマさん、驚かせる         | あおしまたかし            | 濁川敦                              | 岩田義彦                  | 上田恵理 大原大 畠山佳苗 岡田由起子 中野裕紀 桝井一平 光の園 板絵動画                                                   | 中野裕紀 杉村苑美         | 4月17日                   |                           |                           |                           |                           |                           |                           |                           |                           |                           |                           |                           |                           |                           |                           |                           |                           |                           |
| 第4話                               | クマさん、少女を導く       | 藤本冴香                  | 信田ユウ 小坂春女                   | 能見昌照                  | 張相美 李承熙 金聖凡 尹承賢 咸京美                                                                                      | 谷津美弥子                | 4月24日                   |                           |                           |                           |                           |                           |                           |                           |                           |                           |                           |                           |                           |                           |                           |                           |                           |                           |
| 第5話                               | クマさん、ミスリルを求めて | 朱白あおい                | 葉摘田緒                            | 徐恵眞                    | 飯飼一幸 杉村苑美 和田勝之 畠山佳苗 岡田由起子 中山和子 藤田正幸                                                        | 五十子忍                  | 5月1日                    |                           |                           |                           |                           |                           |                           |                           |                           |                           |                           |                           |                           |                           |                           |                           |                           |                           |
| 第6話                               | クマさん、勇者（?）になる  | 朱白あおい                | 小坂春女                            | 小坂春女                  | 青木伸一 上田恵理 飯飼一幸 降籏秀吉 片岡恵美子 玉置典彦 岡田由起子 金聖凡                                               | 杉村苑美 徳川恵梨         | 5月8日                    |                           |                           |                           |                           |                           |                           |                           |                           |                           |                           |                           |                           |                           |                           |                           |                           |                           |
| 第7話                               | クマさん、叱られる         | あおしまたかし            | 石井久志                            | 村川直哉                  | 柳昇希 金慶鎬 姜美愛 李官雨 朴在石                                                                                      | 五十子忍                  | 5月15日                   |                           |                           |                           |                           |                           |                           |                           |                           |                           |                           |                           |                           |                           |                           |                           |                           |                           |
| 第8話                               | クマさん、紅茶を学ぶ       | 藤本冴香                  | 石井久志                            | 石井久志                  | 岡田由起子 畠山佳苗 降籏秀吉 小林冴子 桝井一平 グレーン                                                                 | 谷津美弥子                | 5月22日                   |                           |                           |                           |                           |                           |                           |                           |                           |                           |                           |                           |                           |                           |                           |                           |                           |                           |
| 第9話                               | クマさん、貴族を知る       | あおしまたかし            | 徐恵眞                              | 徐恵眞                    | 西川真人 飯飼一幸 玉置典彦 片岡恵美子 光の園 日影工房                                                                   | 中野裕紀 上田恵理         | 5月29日                   |                           |                           |                           |                           |                           |                           |                           |                           |                           |                           |                           |                           |                           |                           |                           |                           |                           |
| 第10話                              | クマさん、やる気になる     | あおしまたかし            | 小坂春女                            | 小坂春女                  | 降籏秀吉 大原大 石原彩子 和田勝之 松下純子 松本恵子 山下英美 吉田翔太 工藤公聖 辛澤麒 工藤葉留香 わたなべさとみ 李周鉉  | 杉村苑美                  | 6月5日                    |                           |                           |                           |                           |                           |                           |                           |                           |                           |                           |                           |                           |                           |                           |                           |                           |                           |
| 第11話                              | クマさん、クマを脱ぐ       | あおしまたかし            | 石井久志                            | 村川直哉                  | 南原孝衣子 岡田由起子 畠山佳苗 松本恵子 和田勝之 杉村苑美 板絵動画                                                      | 五十子忍 谷津美弥子       | 6月12日                   |                           |                           |                           |                           |                           |                           |                           |                           |                           |                           |                           |                           |                           |                           |                           |                           |                           |
| 第12話                              | クマさんのものがたり       | あおしまたかし            | 信田ユウ 石井久志 荒川眞嗣 小坂春女 | 石井久志                  | 上田恵理 藤田正幸 飯飼一幸 杉村苑美 張相美 李棟旭 金聖凡 尹承賢 光の園 寿門堂                                           | 中野裕紀                  | 6月19日                   |                           |                           |                           |                           |                           |                           |                           |                           |                           |                           |                           |                           |                           |                           |                           |                           |                           |

### 放送局
| 放送期間                  | 放送時間                     | 放送局     | 対象地域 | 備考                                 |
| ------------------------- | ---------------------------- | ---------- | -------- | ------------------------------------ |
| 2020年10月7日 - 12月23日  | 水曜 21:00 - 21:30           | AT-X       | 日本全域 | 製作参加 / CS放送 / リピート放送あり |
|                           | 水曜 23:30 - 木曜 0:00       | TOKYO MX   | 東京都   | 製作参加                             |
| 2020年10月8日 - 12月24日  | 木曜 1:00 - 1:30（水曜深夜） | BS11       | 日本全域 | BS放送 / 『ANIME+』枠                |
| 2020年10月9日 - 12月25日  | 金曜 1:00 - 1:30（木曜深夜） | サンテレビ | 兵庫県   |                                      |
| 2020年10月10日 - 12月26日 | 土曜 1:00 - 1:30（金曜深夜） | KBS京都    | 京都府   |                                      |

| 配信開始日         | 配信時間               | 配信サイト |
| ------------------ | ---------------------- | --- |
| 2020年10月7日      | 水曜 23:30 - 木曜 0:00 | ABEMA |
| 2020年10月10日     | 土曜 23:30 更新        | dアニメストア |
| 2020年10月12日以降 | 不明                   | niconico GYAO! ひかりTV バンダイチャンネル Hulu J:COMオンデマンド TELASA U-NEXT アニメ放題 あにてれ Amazonプライム・ビデオ Rakuten TV DMM.com ビデオマーケット HAPPY!動画 ムービーフルplus |

| 放送期間               | 放送時間                     | 放送局     | 対象地域 | 備考                                 |
| ---------------------- | ---------------------------- | ---------- | -------- | ------------------------------------ |
| 2023年4月3日 - 6月19日 | 月曜 22:00 - 22:30           | AT-X       | 日本全域 | CS放送 / 字幕放送 / リピート放送あり |
|                        | 月曜 22:30 - 23:00           | TOKYO MX   | 東京都   |                                      |
| 2023年4月4日 - 6月20日 | 火曜 0:00 - 0:30（月曜深夜） | KBS京都    | 京都府   |                                      |
|                        |                              | サンテレビ | 兵庫県   |                                      |
|                        | 火曜 1:00 - 1:30（月曜深夜） | BS11       | 日本全域 | BS放送 / 『ANIME+』枠                |

### BD / DVD
| 巻 | 発売日        | 収録話         | 規格品番   | 規格品番   | 規格品番   |
| 巻 | 発売日        | 収録話         | BD限定版   | BD通常版   | DVD通常版  |
| -- | ------------- | -------------- | ---------- | ---------- | ---------- |
| 1  | 2021年1月27日 | 第1話 - 第4話  | ZMXZ-14511 | ZMXZ-14521 | ZMBZ-14531 |
| 2  | 2021年2月24日 | 第5話 - 第8話  | ZMXZ-14512 | ZMXZ-14522 | ZMBZ-14532 |
| 3  | 2021年3月24日 | 第9話 - 第12話 | ZMXZ-14513 | ZMXZ-14523 | ZMBZ-14533 |

| 巻 | 発売日        | 収録話         | 規格品番   | 規格品番   |
| 巻 | 発売日        | 収録話         | BD         | DVD        |
| -- | ------------- | -------------- | ---------- | ---------- |
| 1  | 2023年7月26日 | 第1話 - 第4話  | ZMXZ-16661 | ZMBZ-16671 |
| 2  | 2023年8月30日 | 第5話 - 第8話  | ZMXZ-16662 | ZMBZ-16672 |
| 3  | 2023年9月27日 | 第9話 - 第12話 | ZMXZ-16663 | ZMBZ-16673 |

### ミニアニメ
第1期『べあべあべあくまー!』はYouTubeにて2020年10月10日から12月26日まで毎週土曜日に配信された。BD / DVDにはクマダム編（全3話）が収録。監督・絵コンテ・演出は石井久志、ミニキャラクターデザイン・作画監督は齊藤佳子、脚本は藤本冴香。
第2期『べあべあべあくまーぱーんち!!』はYouTubeにて2023年5月3日から7日まで毎日配信された。BD / DVDには大運動会編（全3話）が収録。監督・絵コンテ・演出は石井久志、ミニキャラクターデザインは齊藤佳子、作画監督は鄭又榮、脚本は藤本冴香。
| 話数                                 | サブタイトル                                   | 配信日                       |
| 第1期『べあべあべあくまー!』         | 第1期『べあべあべあくまー!』                   | 第1期『べあべあべあくまー!』 |
| ------------------------------------ | ---------------------------------------------- | ---------------------------- |
| いっぽんめ                           | 春眠おぼえるべあー                             | 2020年 10月10日              |
| にほんめ                             | ぐしゃっと粉砕べあー                           | 10月17日                     |
| さんぼんめ                           | ばればれべあー                                 | 10月24日                     |
| よんほんめ                           | ぱんつべあー                                   | 10月31日                     |
| ごほんめ                             | 力こそパワーべあー                             | 11月7日                      |
| ろっぽんめ                           | くまをのぞくときくまもまたくまをみているべあー | 11月14日                     |
| ななほんめ                           | アワーであわあわべあー                         | 11月21日                     |
| はっぽんめ                           | わんこプリンべあー                             | 11月28日                     |
| きゅうほんめ                         | キャッチ&デストロイべあー                      | 12月5日                      |
| じゅっぽんめ                         | 全肯定ふぃなbotべあー                          | 12月12日                     |
| じゅういっぽんめ                     | NO万能べあー                                   | 12月19日                     |
| じゅうにほんめ                       | ねてもさめてもくまくまくまべあー               | 12月26日                     |
| 第2期『べあべあべあくまーぱーんち‼︎』 |                                                |                              |
| いっぽんめ                           | ちわげんかべあー                               | 2023年 5月3日                |
| にほんめ                             | 美味しくいただきましたべあー                   | 5月4日                       |
| さんぼんめ                           | ぱーんち!べあー                                | 5月5日                       |
| よんほんめ                           | もっとアワーであわあわべあー                   | 5月6日                       |
| ごほんめ                             | ねぇあれべあー                                 | 5月7日                       |